# Tenis
Tenisul este un sport cu rachetă care poate fi jucat individual împotriva unui singur adversar (simplu) sau între două echipe a câte doi jucători (dublu). Fiecare jucător folosește o rachetă de tenis pentru a lovi o minge de cauciuc acoperită cu fetru peste sau în jurul unui fileu și în terenul adversarului. Obiectivul jocului este să manevreze mingea în așa fel încât adversarul să nu poată juca o întoarcere validă. Jucătorul care nu poate întoarce mingea nu va câștiga nici un punct, în timp ce jucătorul opus va câștiga.
Tenisul este un sport olimpic și se joacă la toate nivelurile societății și la toate vârstele. Sportul poate fi jucat de oricine poate ține o rachetă, inclusiv de persoanele în scaune cu rotile. Jocul modern de tenis a luat naștere în Birmingham, Anglia, la sfârșitul secolului al XIX-lea ca tenis de gazon. Avea conexiuni strânse atât cu diverse jocuri de câmp (gazon), cum ar fi croquet și bowls, cât și cu sportul de rachetă mai vechi numit astăzi tenis adevărat. În cea mai mare parte a secolului al XIX-lea, de fapt, termenul de tenis se referea la tenisul adevărat, nu la tenisul de gazon.
Regulile tenisului modern s-au schimbat puțin din anii 1890. Două excepții sunt că, din 1908 până în 1961, jucătorul care servește a trebuit să țină tot timpul un picior pe pământ și adoptarea tiebreak-ului în anii 1970. O adăugare recentă la tenisul profesional a fost adoptarea tehnologiei de revizuire electronică, cuplată cu un sistem point-challenge, care permite unui jucător să conteste decizia unui punct, un sistem cunoscut sub numele de Hawk-Eye.
Tenisul este jucat de milioane de jucători pentru agrement și este, de asemenea, un sport popular pentru spectatori în întreaga lume. Cele patru turnee de Grand Slam (numite și Majore) sunt deosebit de populare: Australian Open se joacă pe terenuri cu suprafață dură, French Open pe terenuri cu zgură roșie, Wimbledon pe terenuri cu iarbă și US Open pe terenuri cu suprafață dură.

## Etimologie
Cuvântul românesc „tenis” provine din englezescul tennis, care la rândul său își are originea din franceza veche, prin termenul anglo-normand tenez, care poate fi tradus prin „țineți!”, „primiți!” sau „ia!”, un strigăt de la un jucător care servește către adversarul său și care indică faptul că este pe cale să servească.

## Istoric

### Predecesori

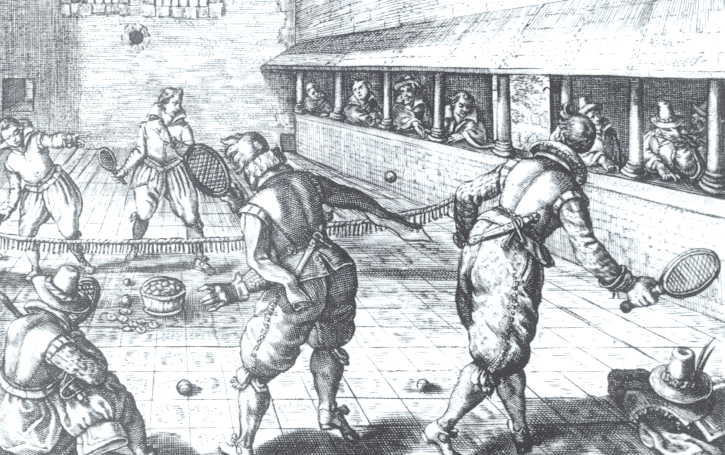
Jeu de paume în secolul al XVII-lea

Istoricii cred că originea antică a jocului se află în nordul Franței din secolul al XII-lea, unde o minge era lovită cu palma mâinii. Ludovic al X-lea al Franței era un iubitor al jocului jeu de paume („jocul palmei”), care a evoluat în tenisul adevărat. Ludovic a fost nemulțumit de jocul de tenis în aer liber și, prin urmare, a avut terenuri închise realizate la Paris „la sfârșitul secolului al XIII-lea”. Ulterior, jocul s-a răspândit la palatele regale din toată Europa. În iunie 1316 la Vincennes, în urma unui joc deosebit de obositor, Ludovic a băut o cantitate mare de vin rece și a murit ulterior fie de pneumonie, fie de pleurezie, deși existau și suspiciuni de otrăvire. Datorită evidențelor documentate despre moartea sa, Ludovic al X-lea este primul jucător de tenis din istorie cunoscut pe nume. Un alt dintre primii entuziaști ai jocului a fost regele Carol al V-lea al Franței, care a înființat un teren la Palatul Luvru.
Abia în secolul al XVI-lea a intrat în uz racheta și jocul a început să fie numit „tenis”, din termenul francez tenez, care poate fi tradus prin „țineți!”, „primiți!” sau „ia!”, o interjecție folosită ca strigăt de la jucătorul care servește către adversarul său. A fost popular în Anglia și Franța, deși jocul a fost jucat doar în interior, unde mingea putea fi lovită de perete. Regele Henric al VIII-lea al Angliei a fost un mare iubitor al acestui joc, care acum este cunoscut sub numele de tenis adevărat.
În secolele al XVIII-lea și începutul secolului al XIX-lea, pe măsură ce tenisul adevărat a intrat în declin, au apărut noi sporturi cu rachete în Anglia. Se crede că invenția primei mașini de tuns iarba din Marea Britanie în 1830 a fost un catalizator pentru pregătirea terenurilor cu iarbă în stil modern. Acest lucru a dus la rândul său la codificarea regulilor moderne pentru multe sporturi, inclusiv tenis de gazon, majoritatea codurilor de fotbal, bowls și altele.

### Originea jocului modern

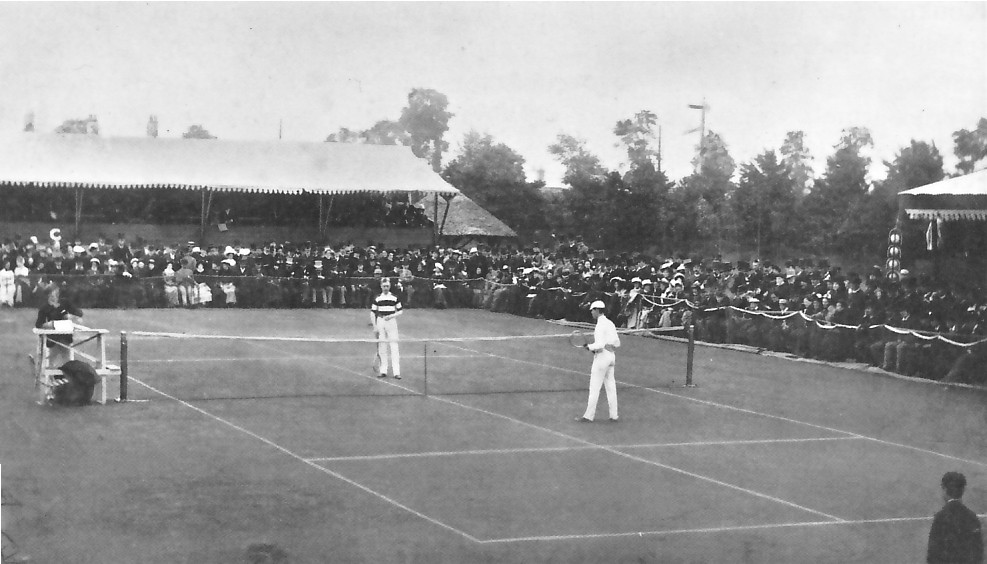
Meci de tenis, Wimbledon, 1883

Între 1859 și 1865, Harry Gem, un avocat și prietenul său Augurio Perera, un comerciant spanio, au dezvoltat un joc care combina elemente de rachetă și pelota bască a jocului de minge, pe care l-au jucat pe peluza de crochet a lui Perera din Birmingham, Anglia. În 1872, împreună cu doi medici locali, ei au fondat primul club de tenis din lume pe Avenue Road, Leamington Spa. Aici a fost folosit pentru prima dată „tenisul pe gazon” ca nume al activității de către un club. După Leamington, al doilea club care a început jocul de tenis pe gazon pare să fi fost Edgbaston Archery and Croquet Society, tot în Birmingham.
În lucrarea Tenis: o istorie culturală, Heiner Gillmeister dezvăluie că la 8 decembrie 1874, ofițerul armatei britanice Walter Clopton Wingfield i-a scris lui Harry Gem, comentând că el (Wingfield) a experimentat versiunea sa de tenis pe gazon „de un an și jumătate”. În decembrie 1873, Wingfield a proiectat și brevetat un joc pe care l-a numit sphairistikè (greacă σφαιριστική, însemnând „joc cu mingea”) și a fost în curând cunoscut pur și simplu ca sticky („lipicios”) – pentru amuzamentul oaspeților la o petrecere pe moșia prietenului său din Nantclwyd Hall, în Llanelidan, Țara Galilor.

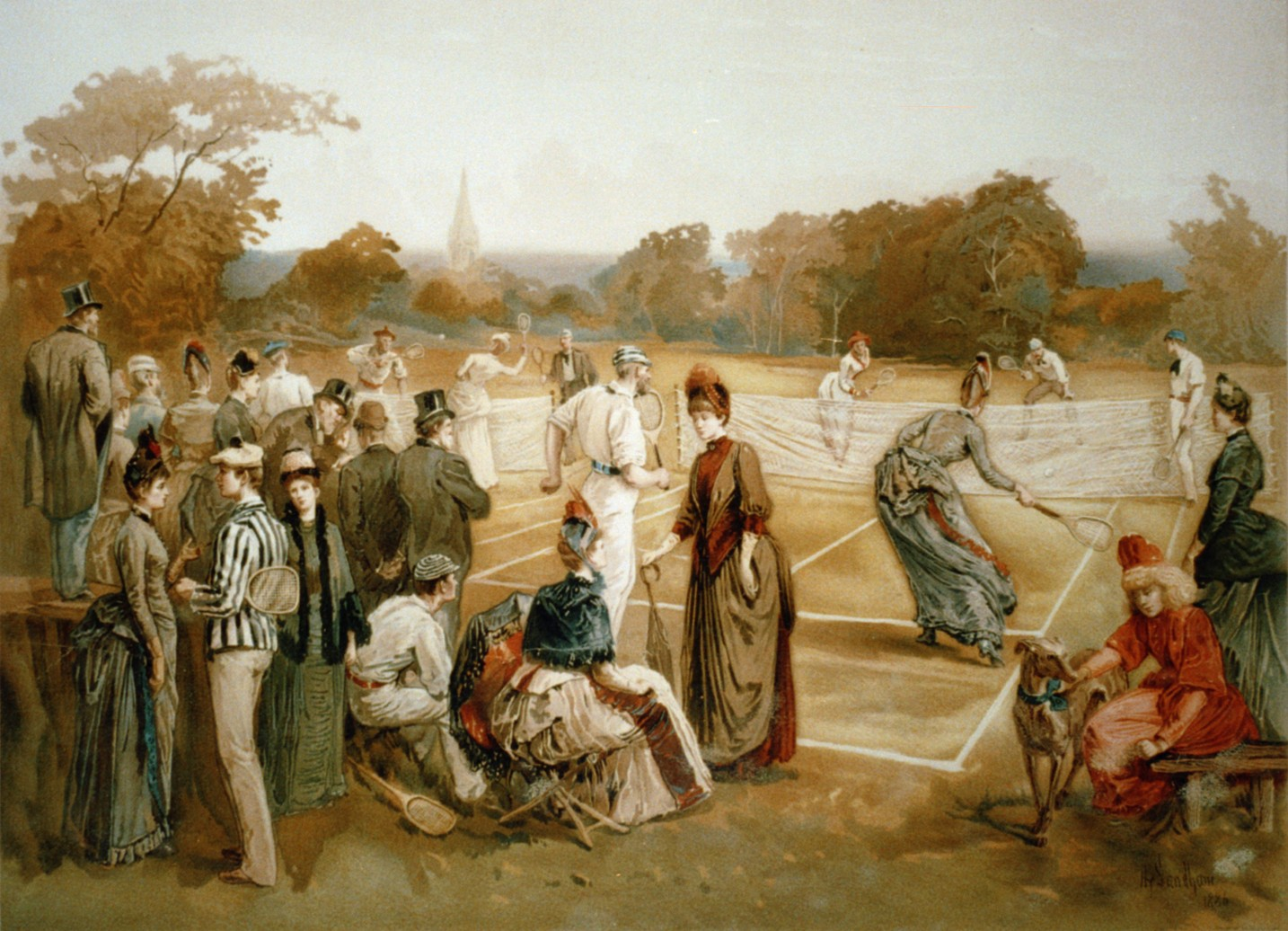
Tenis pe gazon în Statele Unite, 1887

Conform lui R.D.C Evans, agronom, „Toți istoricii sportului sunt de acord că [Wingfield] merită o mare parte din credit pentru dezvoltarea tenisului modern”.

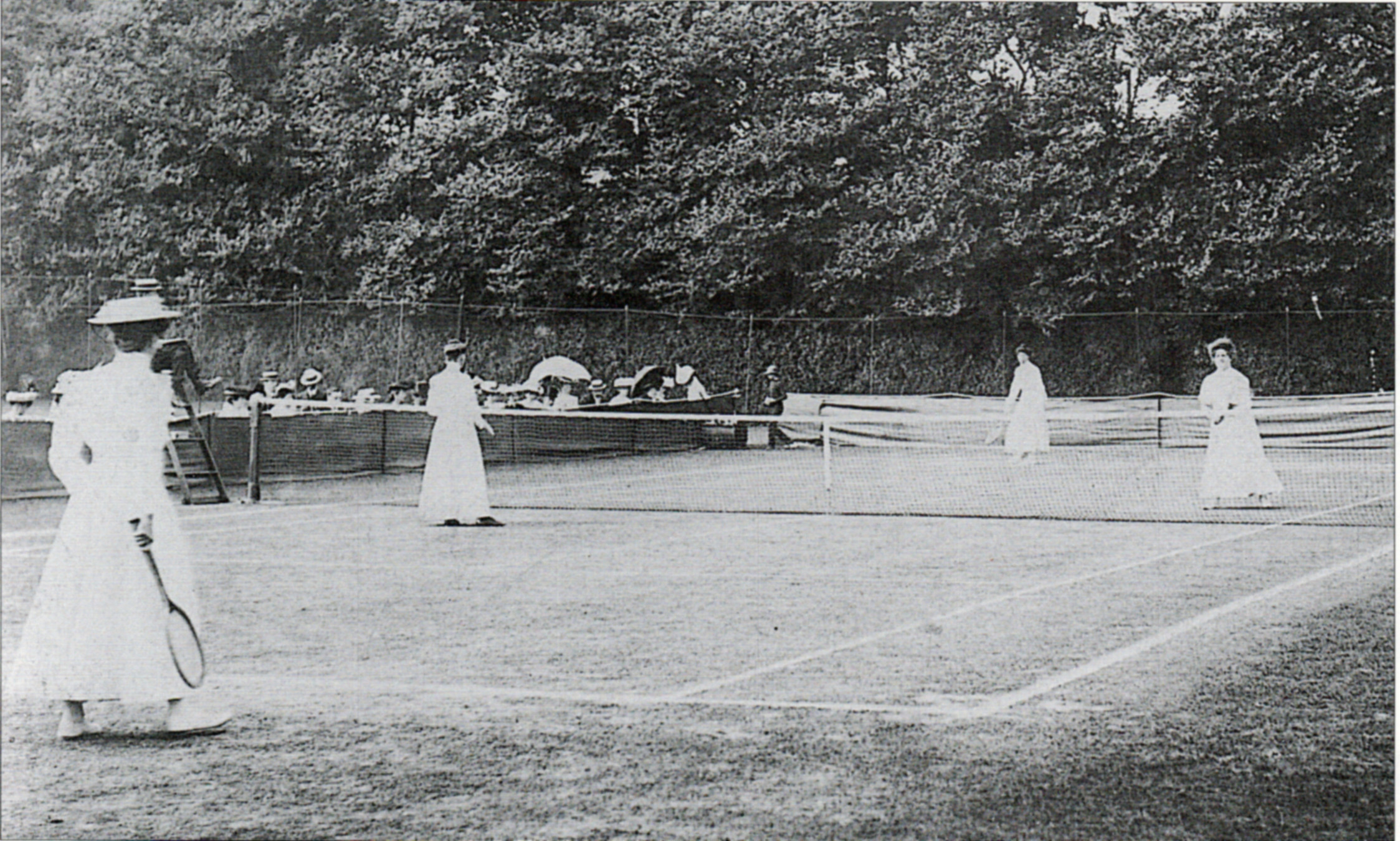
Finala de dublu feminin, Wimbledon 1906.

 Potrivit lui Honor Godfrey, curator al muzeului de la Wimbledon, Wingfield „a popularizat enorm acest joc. El a produs un set în cutie care includea un fileu, stâlpi, rachete, mingi pentru joc – și cel mai important, avea regulile sale. A fost absolut grozav la marketing și și-a trimis jocul în toată lumea. Avea legături foarte bune cu clerul, profesia de avocat și aristocrația și a trimis mii de seturi în primul an sau cam așa, în 1874”. Cel mai vechi turneu anual de tenis din lume a avut loc la Leamington Lawn Tennis Club din Birmingham în 1874. Acesta a fost cu trei ani înainte ca All England Lawn Tennis and Croquet Club să organizeze primele campionate la Wimbledon, în 1877. Primele campionate au culminat cu o dezbatere semnificativă cu privire la modul de standardizare a regulilor. Tenisul pe gazon a devenit extrem de popular în Marea Britanie, înlocuind practic până în 1875 croquetul și badmintonul ca jocuri în aer liber atât pentru bărbați, cât și pentru femei.
În 1874, Mary Ewing Outerbridge, o tânără americancă, s-a întors din Bermuda cu un set de sphairistikè. A devenit fascinată de jocul de tenis după ce i-a văzut pe ofițerii armatei britanice jucând. Ea a amenajat un teren de tenis la Staten Island Cricket Club din Camp Washington, Tompkinsville, Staten Island, New York. Primul campionat național american s-a jucat acolo în septembrie 1880. Un englez pe nume OE Woodhouse a câștigat titlul de simplu și o cupă de argint în valoare de 100 de dolari, învingând pe canadianul IF Hellmuth. A existat și un meci de dublu câștigat de o pereche locală. La fiecare club existau reguli diferite. Mingea din Boston era mai mare decât cea folosită în mod normal în New York.

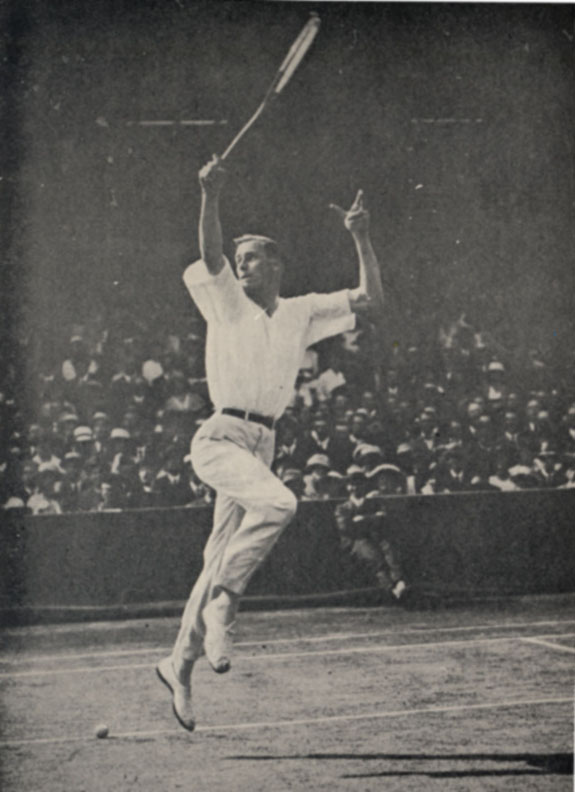
Jucătorul american Bill Tilden in 1919

La 21 mai 1881, a fost înființată cea mai veche organizație de tenis la nivel național din lume, Asociația Națională de Tenis din Statele Unite (astăzi Asociația de Tenis a Statelor Unite) pentru a standardiza regulile și a organiza competiții. Campionatul Național Masculin din SUA, astăzi US Open, a avut loc prima dată în 1881 la Newport Casino, Rhode Island. Campionatele naționale de simplu feminin din SUA au avut loc pentru prima dată în 1887 la Philadelphia.

Tenisul a devenit popular și în Franța, unde Campionatele Franceze datează din 1891, deși până în 1925 a fost deschis doar jucătorilor de tenis care erau membri ai cluburilor franceze. Astfel, Wimbledon, US Open, French Open și Australian Open (datând din 1905) au devenit și au rămas cele mai prestigioase evenimente din tenis.

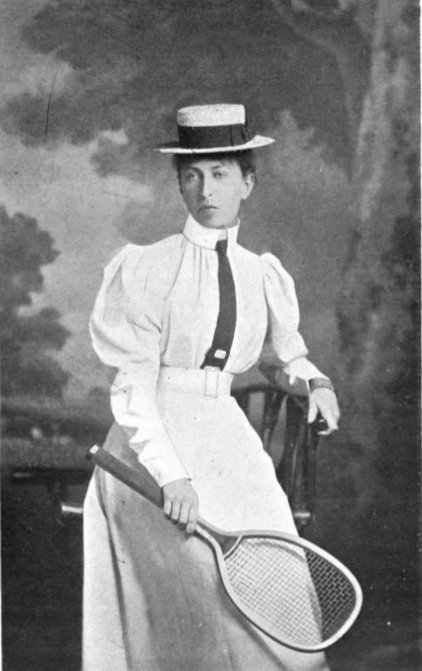
Blanche Bingley Hillyard, jucătoare engleză de tenis, de șase ori campioană la Wimbledon, c. 1903

 Împreună, aceste patru evenimente sunt numite Majors sau Slams (un termen împrumutat din bridge, mai degrabă decât din baseball).
În 1913 a fost înființată Federația Internațională de Tenis pe Gazon (ILTF), astăzi Federația Internațională de Tenis (ITF); ea a înființat trei turnee oficiale drept principalele campionate ale zilei. Campionatele Mondiale pe iarbă au fost acordate în Marea Britanie. Campionatele Mondiale pe suprafață dură în Franța; termenul „suprafață dură” era folosit pentru terenurile de zgură la acea vreme. Unele turnee au avut loc însă în Belgia. Campionatele Mondiale pe teren acoperit pentru terenurile interioare au fost acordate anual; Suedia, Franța, Marea Britanie, Danemarca, Elveția și Spania au găzduit fiecare turneul. La o întâlnire care a avut loc la 16 martie 1923 la Paris, s-a renunțat la titlul de „Campionat Mondial” și a fost creată o nouă categorie de Campionat Oficial pentru evenimente din Marea Britanie, Franța, Statele Unite și Australia – evenimentele de astăzi de Grand Slam.
Regulile complete din 1924 ale ILTF au rămas în mare măsură stabile în următorii optzeci de ani, singura schimbare majoră fiind adăugarea sistemului de tiebreak de către Jimmy Van Alen. În același an, tenisul s-a retras din Jocurile Olimpice după Jocurile din 1924, dar s-a întors 60 de ani mai târziu ca eveniment demonstrativ sub-21 de ani în 1984. Această reintegrare a fost creditată de eforturile depuse de președintele ITF de atunci Philippe Chatrier, secretarul general ITF David Gray și vicepreședintele ITF Pablo Llorens și cu sprijinul președintelui Comitetului Olimpic Internațional Juan Antonio Samaranch. Succesul evenimentului a fost copleșitor, iar Comitetul Olimpic Internațional a decis să reintroducă tenisul ca sport cu medalii complete la Seul în 1988.

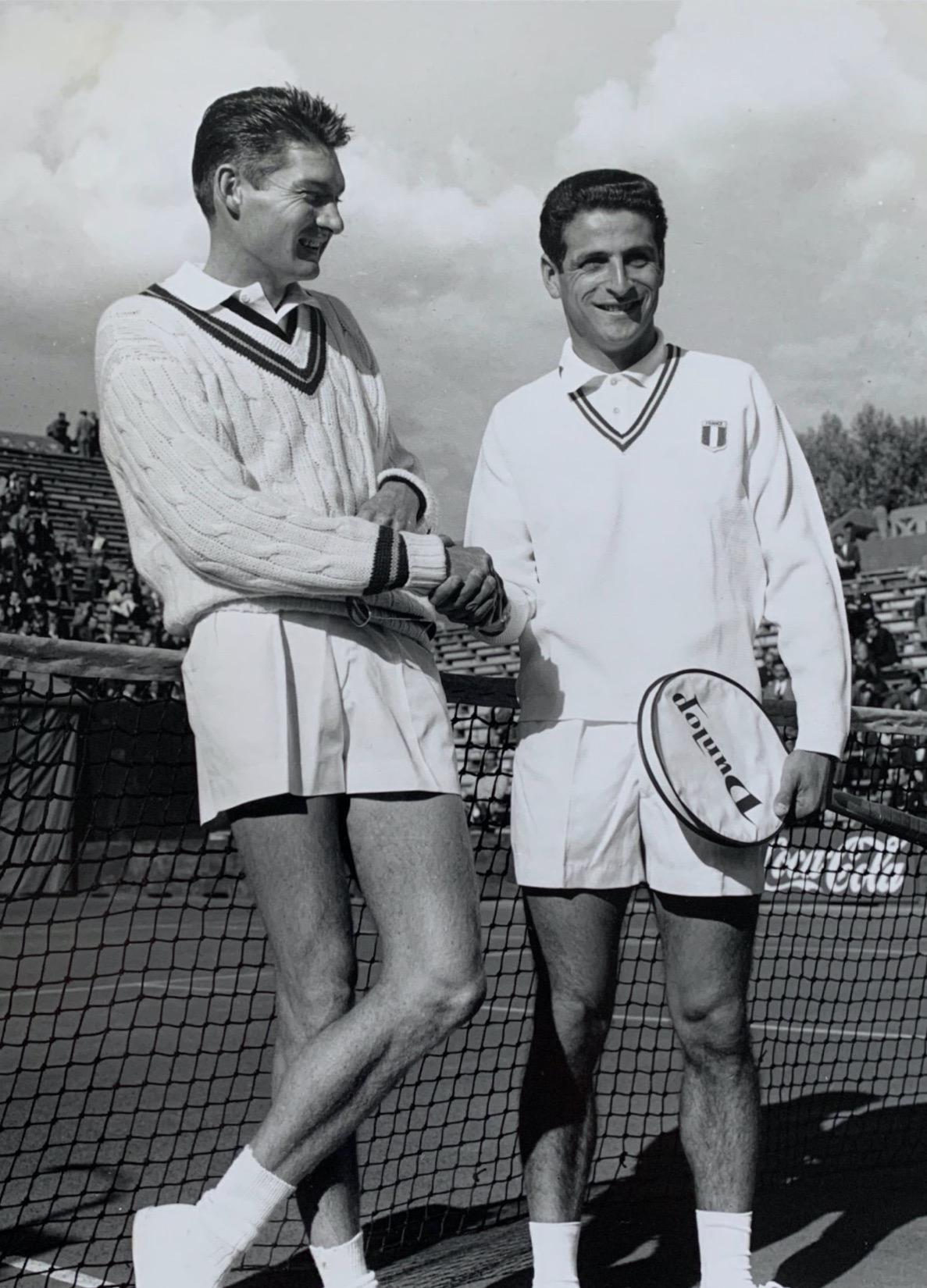
Roy Emerson (stânga) și Pierre Darmon (dreapta) la finala French Open din 1963.

Cupa Davis, un concurs anual între echipele naționale de bărbați, datează din 1900. Turneul a fost inițial cunoscut sub numele de International Lawn Tennis Challenge. A fost redenumit în Cupa Davis după moartea lui Dwight Davis în 1945. Turneul s-a extins foarte mult și, la împlinirea a 100 de ani în 1999, au concurat 130 de națiuni. Competiția analogă pentru echipe naționale feminine, Fed Cup, a fost fondat în 1963 pentru a sărbători 50 de ani de la fondarea ITF.
În 1926, promotorul american C.C Pyle a stabilit primul tur profesionist de tenis cu un grup de jucători de tenis americani și francezi care joacă meciuri de prezentare pentru publicul plătitor. 
 Cei mai notabili dintre acești profesioniști timpurii au fost americanul Vinnie Richards și franțuzoaica Suzanne Lenglen. Odată ce un jucător devenea profesionist, nu i s-a mai permis să concureze la turneele majore (amatori).
În 1968, presiunile comerciale și zvonurile unor amatori care luau bani pe sub masă au dus la abandonarea acestei distincții, inaugurând Open Era, în care toți jucătorii puteau concura în toate turneele, iar jucătorii de top puteau să-și câștige existența din tenis. Odată cu începutul Open Era, înființarea unui circuit internațional profesionist de tenis și veniturile din vânzarea drepturilor de televiziune, popularitatea tenisului s-a răspândit în întreaga lume.
În 1954, Van Alen a fondat International Tennis Hall of Fame, un muzeu non-profit în Newport, Rhode Island. Clădirea conține o mare colecție de amintiri din tenis, precum și o sală a faimei care onorează membri de seamă și jucători de tenis din întreaga lume. În fiecare an, sunt găzduite un turneu pe iarbă și o ceremonie în cinstea noilor membri ai Hall of Fame.

## Echipament

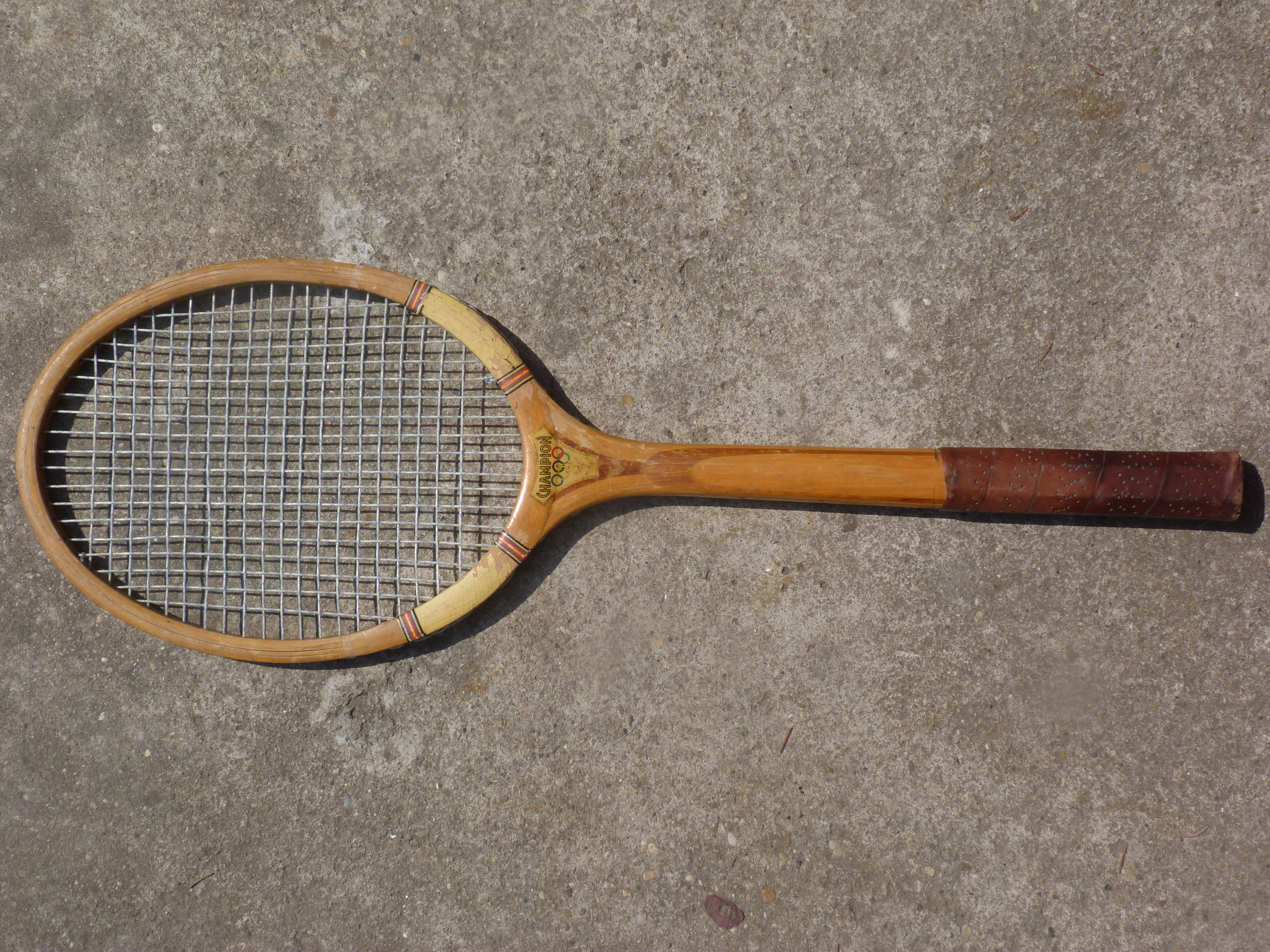
Tachetă de lemn, c. anii 1920

O parte din atracția tenisului provine din simplitatea echipamentului necesar jocului. Începătorii au nevoie doar de o rachetă și mingi.

### Rachetă
În primii 100 de ani ai jocului modern, rachetele erau din lemn (frasin, fag) și de dimensiuni standard, iar corzile erau din intestine de animale. Construcția din lemn stratificat a dat mai multă rezistență rachetelor utilizate în cea mai mare parte a secolului XX până când au fost introduse mai întâi rachetele din metal și apoi compozit din grafit de carbon, ceramică și metale mai ușoare, cum ar fi titanul. Aceste materiale mai puternice au permis producția de rachete supradimensionate care i-au dat mai multă putere. Între timp, tehnologia a condus la utilizarea unor corzi sintetice cu o durabilitate suplimentară.

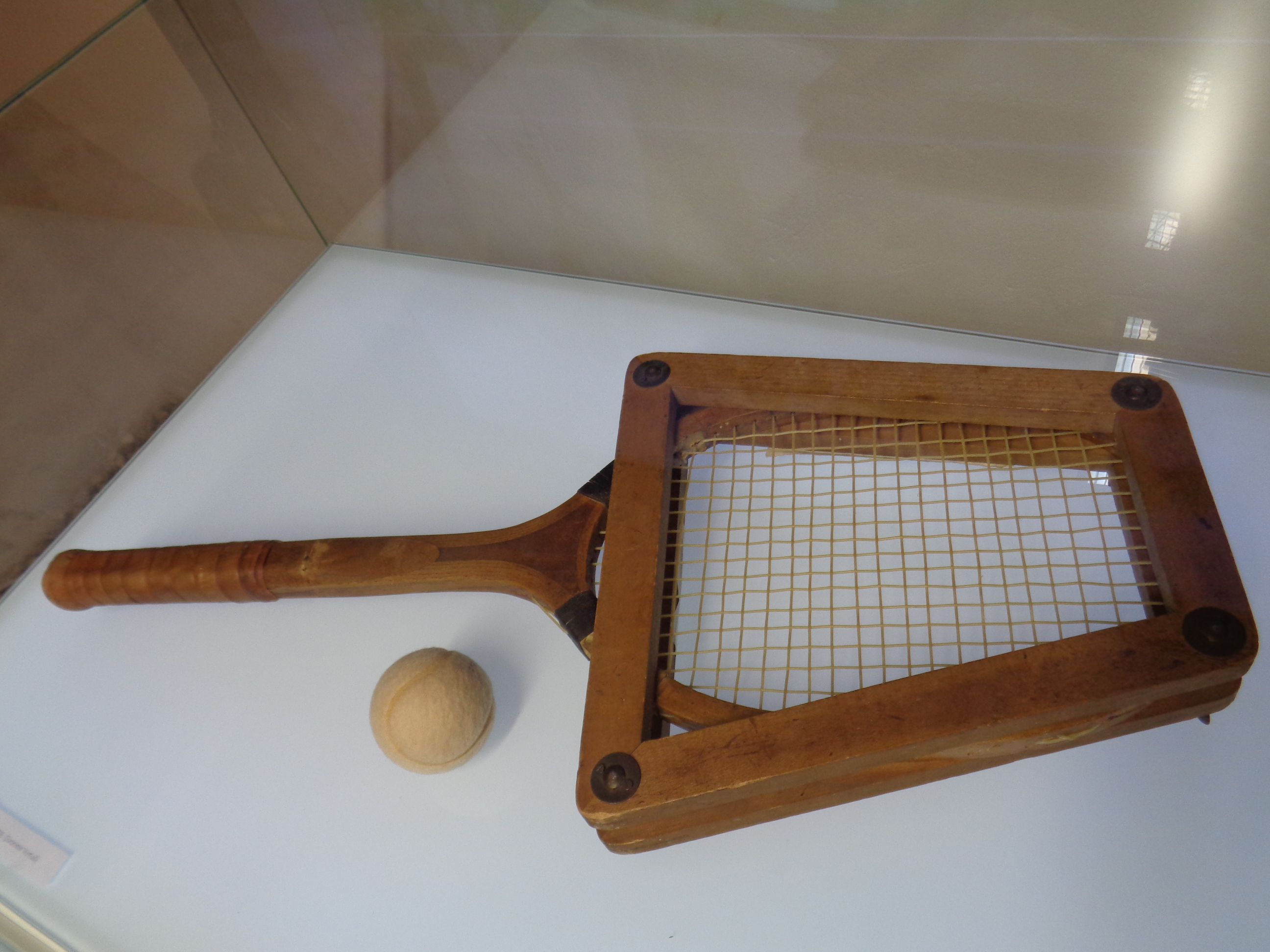
Racheta lui Franjo Punčec într-un cadru din lemn – sfârșitul anilor 1930

Conform regulilor moderne de tenis, rachetele trebuie să respecte următoarele instrucțiuni:
- Zona de lovire, compusă din corzi, trebuie să fie plană și, în general, uniformă.
- Cadrul zonei de lovire nu poate avea mai mult de 74 cm în lungime și 32 cm în lățime.
- Întreaga rachetă trebuie să aibă o formă, dimensiune, greutate și distribuție a greutății fixe. Este posibil să nu existe nici o sursă de energie încorporată în rachete.
- Rachetele nu trebuie să ofere jucătorului nici un fel de comunicare, instrucțiuni sau sfaturi în timpul meciului.

Regulile referitoare la rachete s-au schimbat de-a lungul timpului, pe măsură ce s-au făcut progrese în materie de materiale și inginerie. De exemplu, lungimea maximă a cadrului fusese 81 cm până în 1997, când a fost scurtată la 74 cm.
Multe companii produc și distribuie rachete de tenis. Wilson, Head și Babolat sunt trei dintre cele mai utilizate mărci; cu toate acestea, există mai multe companii. Aceleași companii sponsorizează jucătorii să folosească aceste rachete în speranța că numele companiei va deveni mai bine cunoscut de public.

### Minge

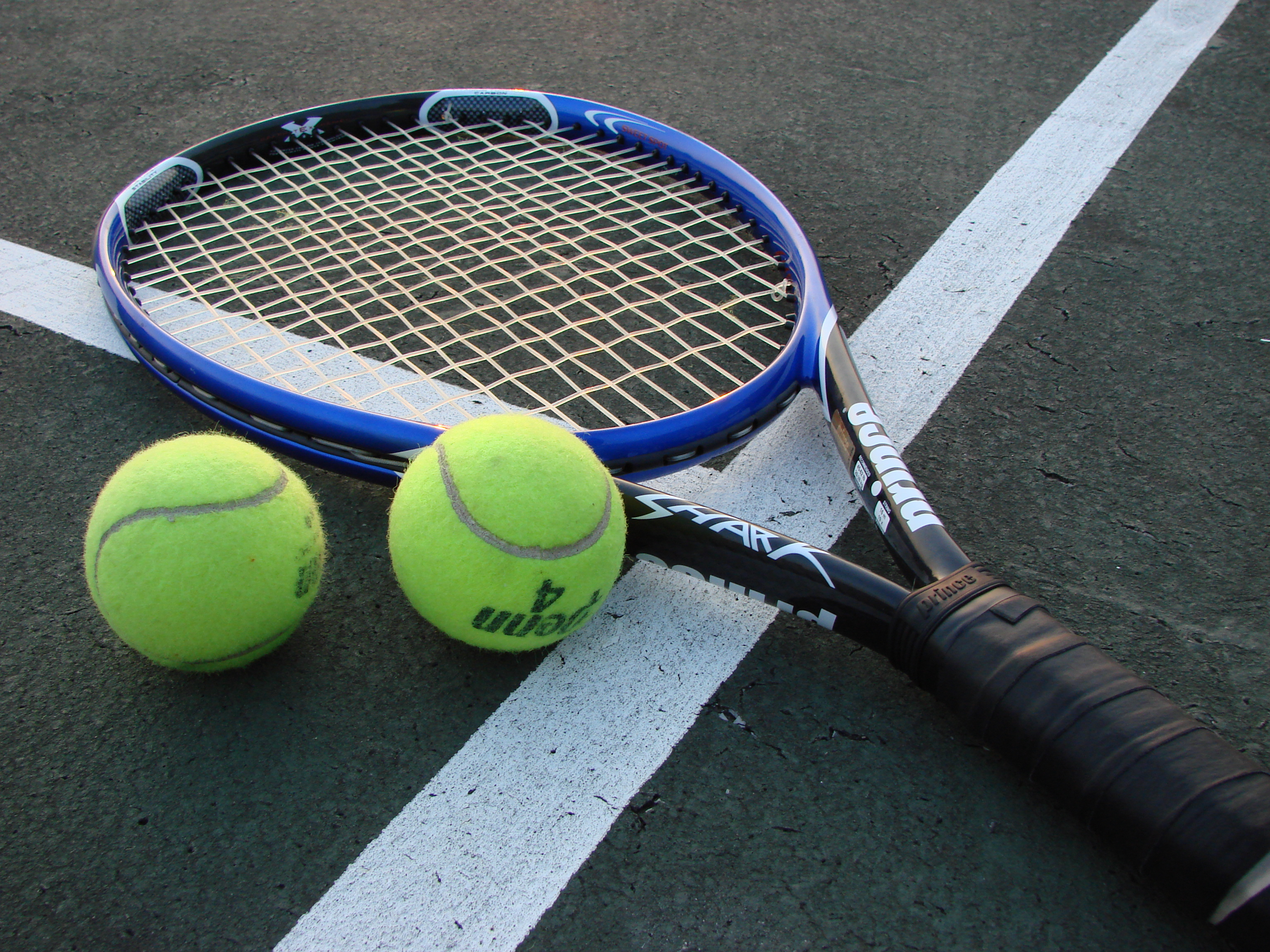
O rachetă de tenis și mingi

Inițial, mingile de tenis erau făcute din benzi de pânză cusute împreună și umplute cu pene.Mingile moderne de tenis sunt realizate din cauciuc vulcanizat gol cu un strat de pâslă. Culoarea, în mod tradițional predominant alb, a fost schimbată treptat în galben, în ultima parte a secolului XX pentru a permite o vizibilitate îmbunătățită. 
Mingile de tenis trebuie să fie conforme cu anumite criterii de mărime, greutate, deformare și sărituri pentru a fi aprobate pentru jocul regulamentar. Federația Internațională de Tenis (ITF) definește diametrul oficial ca având 65,41-68,58 mm. Mingile trebuie să cântărească între 56,0 și 59,4 g. Mingile de tenis erau fabricate în mod tradițional în Statele Unite și Europa. Deși procesul de producere a mingilor a rămas practic neschimbat în ultimii 100 de ani, majoritatea producției are loc acum în Extremul Orient. Relocarea se datorează costurilor mai mici ale forței de muncă și materialelor din regiune. Turneele care se joacă în conformitate cu regulile de tenis ITF trebuie să utilizeze mingi aprobate de Federația Internațională de Tenis (ITF) și să apară pe lista oficială ITF a mingilor de tenis aprobate.

### Îmbrăcăminte

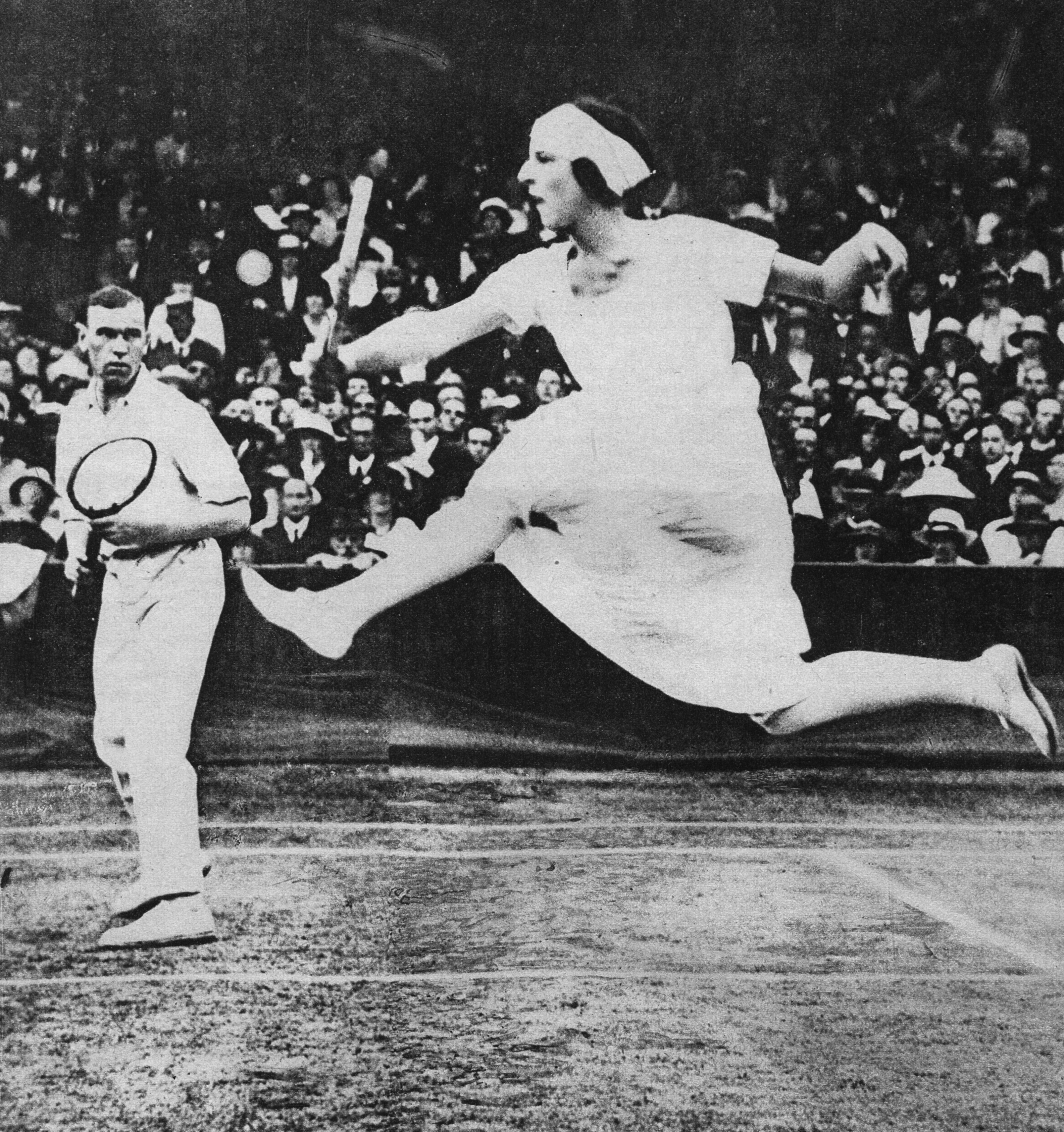
Suzanne Lenglen și Gerald Patterson într-un meci de dublu mixt de la Wimbledon 1920.

La început, tenisul s-a dezvoltat mai repede decât moda, astfel încât jucătorii de tenis jucau în cravate, corsete și flanele. Apoi, încetul cu încetul, apar rochiile pentru femei și jucătorii concurează apărând cu haine din ce în ce mai elegante. Suzanne Lenglen a creat imaginea sportivei feminine: a devenit legenda modei în lumea tenisului.
În anii 1980, hainele de tenis s-au modernizat și mai mult: au devenit mai ușoare și mai confortabile. Au fost introduși pantalonii scurți, iar pentru bărbați, bluza a fost înlocuită încet de un tricou polo (mai ales sub influența lui René Lacoste). Femeile purtau fuste și rochii, apoi, treptat, au fost introduse bluza și tricoul fără mâneci. În anii 1990, odată cu introducerea de noi materiale, inclusiv poliester, articolele de îmbrăcăminte au devenit din ce în ce mai confortabile la purtat. În zilele noastre, cea mai comună ținută pentru bărbați constă din pantaloni scurți și un tricou iar pentru femei pantaloni scurți și un tricou fără mâneci; totuși, rochia rămâne populară printre unele jucătoare.
Wimbledon a rămas un bastion al conservatorismului. În timp ce turneele de tenis le-au permis jucătorilor de tenis participanți să joace în ținute colorate, costumul complet alb a rămas obligatoriu la Wimbledon.

### Diverse
Jucătorii avansați își îmbunătățesc performanțele printr-o serie de accesorii. Amortizoare de vibrații pot fi încorporate în rachete pentru o senzație îmbunătățită. Mânerele pentru rachete pot fi personalizate cu materiale absorbante sau asemănătoare cauciucului pentru a îmbunătăți aderența jucătorilor. Pentru a evita efectele transpirației, jucătorii folosesc adesea benzi la încheieturi pentru a-și menține mâinile uscate și bandane pentru a evita scurgerea sudorii în ochi. Deși jocul poate fi jucat cu o diversitate de pantofi, pantofii de tenis specializați au tălpi late și plate pentru stabilitate și o structură frontală concepută pentru a evita uzura excesivă.

## Mod de joc

Dimensiunile terenului de tenis

### Teren
Tenisul se joacă pe o suprafață dreptunghiulară, plată, cu dimensiuni strict definite. Terenul are o lungime de 23,77 m și o lățime de 8,23 m pentru meciurile de simplu și 10,97 m pentru meciurile de dublu. Este necesar un spațiu liber suplimentar în jurul terenului pentru ca jucătorii să ajungă la mingile care depășesc terenul. Un fileu este întins pe toată lățimea terenului, paralel cu liniile de bază, împărțind terenul în două părți egale. Este fixat cu o coardă metalică cu un diametru de cel mult 0,8 cm. Fileul are 1,07 m înălțime la stâlpi și 0,91 m înălțime în centru. Stâlpii fileului se află la 0,91 m în afara terenului, pe fiecare parte.
Tenisul este neobișnuit prin faptul că se joacă pe o varietate de suprafețe. Iarbă, zgură și suprafețe dure din beton sau asfalt acoperite cu acrilat sunt cele mai frecvente. Ocazional covorul sintetic este folosit pentru jocuri în interior, cu pardoseli din lemn de esență tare. De asemenea, pot exista și terenuri cu gazon artificial.

#### Linii
Liniile de-a lungul laturilor scurte ale terenului se numesc linii de fund, iar cele de-a lungul laturilor lungi se numesc linii laterale. Zonele de serviciu sunt delimitate pe teren, cu linii de serviciu, paralele cu liniile de fund și fileu, situate la 6,40 m de fileu și trasate numai între marginile pentru jocul la simplu și o linie de serviciu centrală, trasată paralel cu liniile laterale. Zonele pe care le creează această linie centrală se numesc careuri de serviciu; în funcție de poziția unui jucător, trebuie să lovească mingea într-una dintre acestea atunci când servește.
Toate liniile trebuie să aibă lățimea cuprinsă între 25 și 51 mm, cu excepția liniei de bază care poate avea o lățime de până la 100 mm, deși în practică are adesea aceeași lățime cu celelalte.

### Punctaj

#### Joc, set, meci
| Nr. puncte | Corespondență |
| ---------- | ------------- |
| 0          | „love”        |
| 1          | „15”          |
| 2          | „30”          |
| 3          | „40”          |
| 4          | „joc”         |

Un joc constă dintr-o succesiune de puncte jucate cu același jucător care servește. Un joc este câștigat de primul jucător care a câștigat cel puțin patru puncte în total și cu cel puțin două puncte mai mult decât adversarul. Scorul fiecărui joc este descris într-o manieră specifică tenisului: scorurile de la zero la trei puncte sunt descrise ca „0” (în engleză love), „15”, „30” și, respectiv, „40”. Dacă fiecare jucător a obținut trei puncte, scorul nu este numit „40–40”, ci mai degrabă ca „egalitate” (în engleză deuce). La un scor de „40–40”, dacă un jucător are un punct în plus față de adversarul său, scorul jocului este „avantaj” pentru jucătorul care conduce. 
Scorul unui joc de tenis în timpul jocului este întotdeauna anunțat începând cu scorul jucătorului care servește. În turneele de tenis arbitrul de scaun anunță numărul de puncte (de exemplu, „15 – 0”) după fiecare punct. La sfârșitul unui joc, arbitrul de scaun anunță, de asemenea, câștigătorul jocului și scorul general.
Un set constă dintr-o secvență de jocuri cu serviciul alternând între jocuri, care se termină atunci când numărul de jocuri câștigate îndeplinește anumite criterii. De obicei, un jucător câștigă un set când obține cel puțin șase jocuri și are cel puțin două jocuri mai mult decât adversarul. 
Dacă un jucător a câștigat șase jocuri și adversarul cinci, se joacă un joc suplimentar. Dacă jucătorul care conduce câștigă acel joc suplimentar, acesta câștigă setul cu 7–5. Dacă, dimpotrivă, jocul suplimentar este câștigat de celălalt jucător, scorul ajungând la 6–6, atunci se joacă un tiebreak.
Un tiebreak, jucat sub un set diferit de reguli, permite unui jucător să câștige încă un joc și, astfel, setul, pentru a obține un scor final de set de 7–6. Un joc de tiebreak poate fi câștigat marcând cel puțin șapte puncte și cel puțin două puncte mai mult decât adversarul. Într-un tiebreak, doi jucători servesc prin sistemul „ABBA” care s-a dovedit a fi corect. Un „set la 0” (în engleză love set) înseamnă că perdantul setului nu a câștigat niciun joc, denumit în mod colocvial „lăptăreasă” (de la „scor alb”; în SUA „jam donut” = „gogoașă cu dulceață”, de la „0”). Arbitrul de scaun anunță câștigătorul setului și scorul general. Scorul final din seturi se citește întotdeauna începând cu scorul jucătorului câștigător, de ex. „6–2, 4–6, 6–0, 7–5”.
Un meci constă dintr-o succesiune de seturi. Rezultatul este determinat printr-un sistem de cel mai bun din trei sau cinci seturi. În circuitul profesional, bărbații joacă „cel mai bun din cinci seturi” la toate cele patru turnee de Grand Slam, Cupa Davis și finala Jocurilor Olimpice și „cel mai bun din trei seturi” la toate celelalte turnee, în timp ce femeile joacă „cel mai bun din trei seturi” la toate turneele. Primul jucător care câștigă două seturi într-un „cel mai bun din trei”, sau trei seturi într-un „cel mai bun din cinci”, câștigă meciul.
În seturile finale de meci de la Jocurile Olimpice și Fed Cup, nu se joacă tiebreak-uri. În aceste cazuri, seturile se joacă la nesfârșit până când un jucător are un avantaj de două jocuri, ducând ocazional la unele meciuri remarcabil de lungi.
Arbitrul de scaun anunță sfârșitul meciului cu expresia binecunoscută „Game, set, match” urmată de numele persoanei sau echipei câștigătoare.

##### Punct de meci (game point)
Un punct de meci are loc ori de câte ori jucătorul care este în fruntea jocului are nevoie doar de un punct în plus pentru a câștiga jocul. Terminologia este extinsă la seturi (punct de set), meciuri (punct de meci) și chiar campionate (punct de campionat). De exemplu, dacă jucătorul care servește este în situația de a câștiga meciul și are un scor de 40–0, jucătorul are trei puncte de meci, deoarece are trei șanse consecutive de a câștiga meciul. Punctele de joc, punctele de set și punctele de meci nu fac parte din punctajul oficial și nu sunt anunțate de arbitrul de scaun în timpul turneului.

## Competiții de tenis

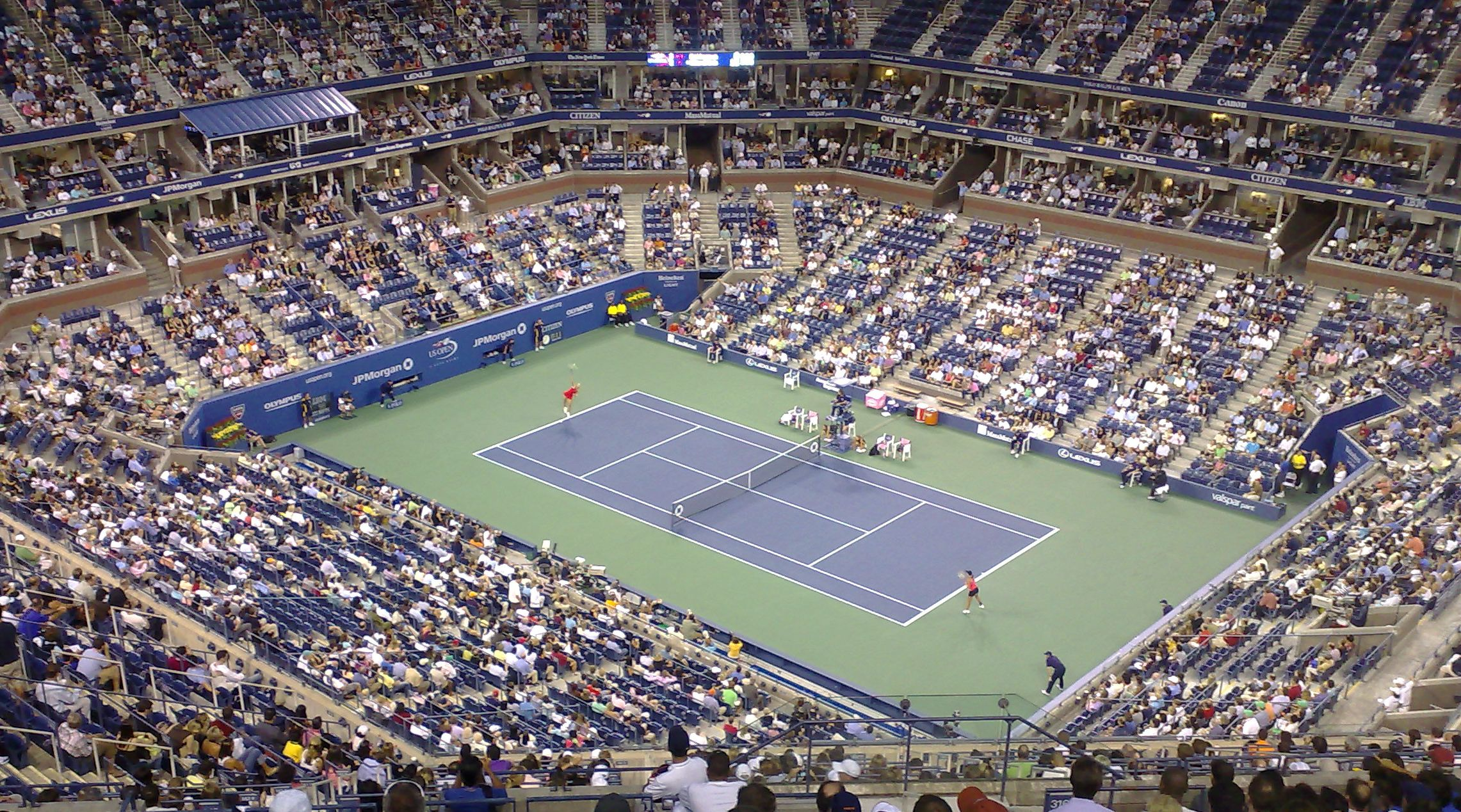
Un meci de tenis la US Open 2007

Spre deosebire de majoritatea sporturilor, nu există campionate continentale sau mondiale de tenis, în schimb există competiții mai mari (turnee), cu o tradiție semnificativă în diferite țări. În competiții, în funcție de rezultatul obținut, concurenții vor primi premii în bani și puncte de clasament în funcție de categoria competiției. Turneele sunt deseori organizate după sex și numărul de jucători. Configurațiile obișnuite ale turneelor includ simplu masculin, simplu feminin și dublu. Turneele pot fi organizate pentru anumite grupe de vârstă, cu limite superioare de vârstă pentru jumiori și limite inferioare de vârstă pentru jucătorii seniori. Există, de asemenea, turnee pentru jucătorii cu dizabilități, cum ar fi tenis în scaunul cu rotile și tenis pentru surzi. În cele patru turnee de Grand Slam, tabloul principal la simplu este limitat la 128 de jucători pentru fiecare sex.

### Turnee de Grand Slam
Cele patru turnee de Grand Slam sunt considerate a fi cele mai prestigioase evenimente de tenis din lume. Acestea sunt organizate anual și constau, în ordine cronologică, din: Australian Open, French Open, Wimbledon și US Open. În afară de Jocurile Olimpice, Cupa Davis, Fed Cup și Cupa Hopman, acestea sunt singurele turnee reglementate de Federația Internațională de Tenis (ITF). Asociațiilor naționale ale ITF, Tennis Australia (Australian Open), Fédération Française de Tennis (French Open), Lawn Tennis Association (Wimbledon) și United States Tennis Association (US Open) li se deleagă responsabilitatea de a organiza aceste evenimente.
În afară de semnificația istorică a acestor evenimente, ele dețin fonduri de premii mai mari decât orice alt turneu și un număr dublu de puncte de clasare pentru campioni față de următorul eșalon de turnee, evenimentele Masters 1000 (masculin) și Premier (feminin). O altă caracteristică distinctivă este numărul de jucători la tragerea la simplu. Sunt 128, mai mult decât în orice alt turneu profesionist de tenis. Tabloul principal este compus din 32 de jucători cap de serie, alți jucători clasați în top 100 din lume, calificări și jucători care primesc invitații prin wild card-uri. Turneele masculine de Grand Slam au meciuri cel mai bun-din-cinci seturi, în timp ce femeile joacă cel mai bun-din-trei. Turneele de Grand Slam se numără printre puținele evenimente care durează două săptămâni, celelalte fiind Indian Wells Masters și Miami Masters.
În prezent, turneele de Grand Slam sunt singurele turnee care au concursuri de dublu mixt. Turneele de Grand Slam se desfășoară împreună cu turneele de tenis în scaun cu rotile și competițiile de tenis pentru juniori. Aceste turnee conțin, de asemenea, propriile lor cerințe. De exemplu, jucătorilor de la Wimbledon li se cere să se îmbrace predominant în alb. Andre Agassi a ales să renunțe la Wimbledon din 1988 până în 1990 citând tradiționalismul evenimentului, în special codul vestimentar „predominant alb”. Wimbledon are propriile sale metode speciale de distribuire a biletelor, obligând adesea fanii tenisului să urmeze proceduri complexe pentru a obține bilete.
| Grand Slam      | Debut | Oraș gazdă    | Suprafață | Perioadă           | Premii în bani       |
| --------------- | ----- | ------------- | --------- | ------------------ | -------------------- |
| Australian Open | 1905  | Melbourne     | Dură      | ianuarie–februarie | 96.500.000 $A (2025) |
| French Open     | 1891* | Paris         | Zgură     | mai–iunie          | 56.352.000 € (2025)  |
| Wimbledon       | 1877  | Londra        | Iarbă     | iunie–iulie        | 53.550.000 £ (2025)  |
| US Open         | 1881  | New York City | Dură      | august–septembrie  | 90.000.000 $ (2025)  |

- Turneul internațional a început în 1925.

### Structura turneelor masculine

#### Masters 1000

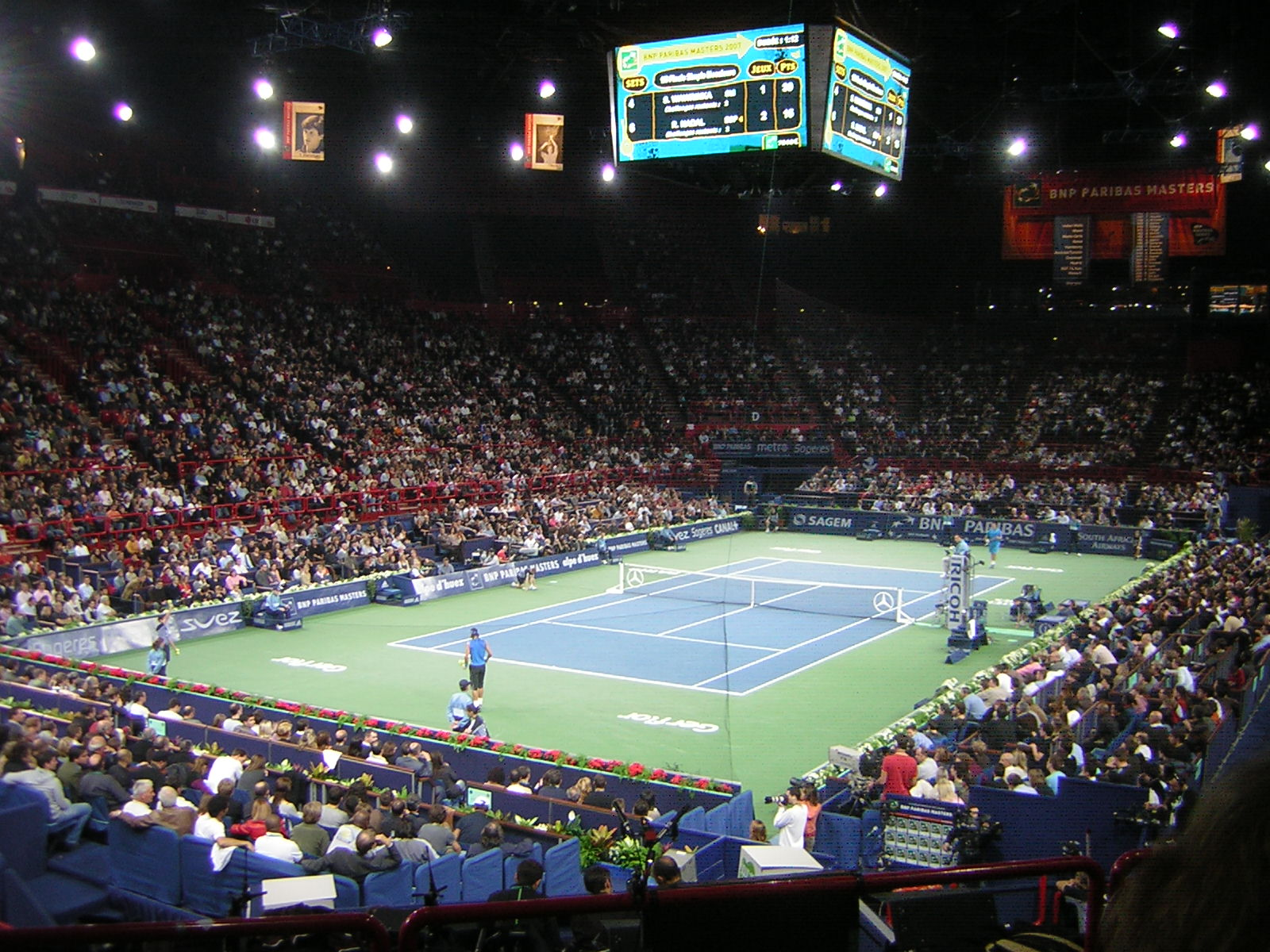
Paris Masters, unul din cele nouă turnee ATP World Tour Masters 1000

ATP World Tour Masters 1000 este un grup de nouă turnee care formează al doilea eșalon ca importanță în tenisul masculin. Fiecare eveniment are loc anual, iar o victorie la unul dintre aceste evenimente valorează 1000 de puncte de clasare. Când ATP, condus de Hamilton Jordan, a început să conducă turneul masculin în 1990, directorii au desemnat primele nouă turnee, în afara evenimentelor de Grand Slam, drept evenimente „Super 9”. În 2000, acestea au devenit Tennis Masters Series și în 2004 ATP Masters Series. În noiembrie, la sfârșitul anului în tenis, primii opt jucători din lume se întrec în finala ATP World Tour, un turneu cu o locație rotativă. În prezent se desfășoară în Londra, Anglia.
În august 2007, ATP a anunțat modificări majore ale turneului, care au fost introduse în 2009. Seria Masters a fost redenumită „Masters 1000”, adăugarea numărului 1000 referindu-se la numărul de puncte câștigate de campionul fiecărui turneu. Contrar planurilor anterioare, numărul turneelor nu a fost redus de la nouă la opt, iar Monte Carlo Masters rămâne parte a seriei, deși, spre deosebire de celelalte evenimente, nu are un angajament obligatoriu pentru jucători. Hamburg Masters a fost retrogradat la un eveniment de 500 de puncte. Madrid Masters a fost mutat în mai și pe terenuri de zgură, și un nou turneu în Shanghai a preluat fostul turneu din octombrie din Madrid. Începând cu 2011, șase din cele nouă turnee de nivel „1000” sunt evenimente ATP și WTA combinate.
| Turneu               | Țară          | Start turneu | Oraș gazdă            | Suprafață | Ediție | Campion actual     | Premii în bani 2023/2024 | Perioadă 2023/2024 |
| -------------------- | ------------- | ------------ | --------------------- | --------- | ------ | ------------------ | ------------------------ | ------------------ |
| Indian Wells Masters | Statele Unite | 1987         | Indian Wells          | Dură      | 2024   | Carlos Alcaraz     | 9.495.555 $              | 6–17 martie        |
| Miami Open           | Statele Unite | 1985         | Miami Gardens         | Dură      | 2024   | Jannik Sinner      | 8.995.555 $              | 20–31 martie       |
| Monte-Carlo Masters  | Monaco        | 1897         | Roquebrune-Cap-Martin | Zgură     | 2024   | Stefanos Tsitsipas | 5.950.575 €              | 7–14 aprilie       |
| Madrid Open          | Spania        | 2003         | Madrid                | Zgură     | 2024   | Andrei Rubliov     | 7.877.020 €              | 23 apr – 5 mai     |
| Italian Open         | Italia        | 1930         | Roma                  | Zgură     | 2024   | Alexander Zverev   | 7.877.020 €              | 8 – 19 mai         |
| Canadian Open        | Canada        | 1881         | Montreal / Toronto    | Dură      | 2024   | Alexei Popyrin     | 6.795.555 $              | 6 – 12 august      |
| Cincinnati Masters   | Statele Unite | 1899         | Mason, Ohio           | Dură      | 2024   | Jannik Sinner      | 6.795.555 $              | 13 – 19 august     |
| Shanghai Masters     | China         | 2009         | Shanghai              | Dură      | 2024   | Jannik Sinner      | 10.298.535 $             | 2 – 13 oct         |
| Paris Masters        | Franța        | 1969         | Paris                 | Dură      | 2024   | Alexander Zverev   | 5.950.575 €              | 28 oct – 3 nov     |

#### Seriile 500 și 250
Al treilea și al patrulea nivel al turneelor de tenis masculin sunt formate din seria ATP World Tour 500, alcătuită din 11 turnee, și seria ATP World Tour 250 cu 40 de turnee. La fel ca ATP World Tour Masters 1000, aceste evenimente oferă diverse premii în bani, iar numerele se referă la punctele câștigate de campionii unui turneu. Campionatele de tenis din Dubai oferă cel mai mare stimulent financiar jucătorilor, cu un premiu în bani total de 2.313.975 $ (2012). Aceste serii au diferite extrageri de 28, 32, 48 și 56 jucători pentru simplu și 16 și 24 pentru dublu. Este obligatoriu ca jucătorii de vârf să participe la cel puțin patru evenimente 500, inclusiv cel puțin unul după US Open.
Cupa ATP este un turneu internațional de tenis pentru echipele naționale de tenis masculine în funcție de poziția ocupată în clasamentul mondial de cel mai bun jucător al fiecărei țări. Este organizat de ATP și oferă premii în bani și puncte ATP.

#### Turnee Challenger Tour și Futures
Challenger Tour pentru bărbați este cel mai scăzut nivel al turneului administrat de ATP. Este compus din aproximativ 150 de evenimente și, ca rezultat, oferă o gamă mai diversificată de țări care le găzduiesc. Majoritatea jucătorilor folosesc seria Challenger la începutul carierei pentru a-și face loc în clasament. Andre Agassi, înainte de câștigarea turneelor de Grand Slam, a scăzut pe locul 141 mondial și a folosit evenimentele Challenger Series pentru a avansa înapoi în clasament.  Seria Challenger oferă fonduri de premii cuprinse între 25.000 USD și 150.000 USD.
Sub Challenger Tour se află turneele Futures, evenimente din circuitul masculin ITF. Aceste turnee contribuie, de asemenea, la punctele de clasare ATP ale unui jucător. Turneele Futures oferă fonduri de premii cuprinse între 10.000 USD și 15.000 USD. În fiecare an se joacă aproximativ 530 de turnee Futures.

### Structura turneului feminin

#### Evenimente Premier
Evenimentele Premier pentru femei formează cel mai prestigios nivel de evenimente din turneul Asociației de tenis feminin după turneele de Grand Slam. Aceste evenimente oferă cele mai mari recompense în ceea ce privește punctele și premiile în bani. În categoria Premier sunt turneele Premier Mandatory, Premier 5 și Premier. Evenimentele Premier au fost introduse în 2009, înlocuind categoriile anterioare de turnee de nivel I și II. În prezent, patru turnee sunt Premier Mandatory, cinci turnee sunt Premier 5 și douăsprezece turnee sunt Premier. 

#### Evenimente internaționale
Turneele internaționale sunt al doilea nivel principal al turneului WTA și constau în 31 de turnee, cu un premiu în bani pentru fiecare eveniment de 220.000 USD, cu excepția Turneului Campionilor Commonwealth Bank de la Bali de la sfârșitul anului, care are premii în valoare de 600.000 USD.

## Jucători profesioniști
Jucătorii profesioniști de tenis beneficiază de aceleași avantaje ca majoritatea personalităților sportive de top: îmbrăcăminte, echipament și recomandări. La fel ca jucătorii altor sporturi individuale, cum ar fi golful, nu sunt salariați, ci trebuie să joace și să termine foarte bine în turnee pentru a obține premii în bani.
În ultimii ani, jucătorii de tenis profesioniști au fost batjocoriți de tabloide și de fani pentru zgomotul involuntar sau deliberat cauzat de strigătele jucătorilor. Această controversă a stimulat Comitetul de Grand Slam, Asociația Internațională de Tenis și Asociația de Tenis Feminin să ceară jucătorilor tehnici să evite strigătele.

### Câștigători ai turneelor de Grand Slam
Următorii jucători au câștigat cel puțin cinci titluri de simplu la turneele de Grand Slam:

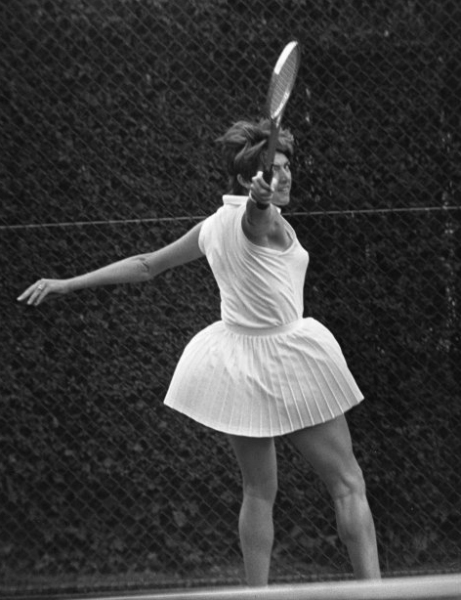
Margaret Court

- Jucători activi în bold

| Masculin         | Titluri |
| ---------------- | ------- |
| Novak Djokovic   | 24      |
| Rafael Nadal     | 22      |
| Roger Federer    | 20      |
| Pete Sampras     | 14      |
| Roy Emerson      | 12      |
| Rod Laver        | 11      |
| Björn Borg       | 11      |
| Bill Tilden      | 10      |
| Fred Perry       | 8       |
| Ken Rosewall     | 8       |
| Jimmy Connors    | 8       |
| Ivan Lendl       | 8       |
| Andre Agassi     | 8       |
| William Renshaw  | 7       |
| Richard Sears    | 7       |
| William Larned   | 7       |
| Henri Cochet     | 7       |
| René Lacoste     | 7       |
| John Newcombe    | 7       |
| John McEnroe     | 7       |
| Mats Wilander    | 7       |
| Laurence Doherty | 6       |
| Anthony Wilding  | 6       |
| Donald Budge     | 6       |
| Jack Crawford    | 6       |
| Boris Becker     | 6       |
| Stefan Edberg    | 6       |
| Frank Sedgman    | 5       |
| Tony Trabert     | 5       |

| Feminin                   | Titluri |
| ------------------------- | ------- |
| Margaret Court            | 24      |
| Serena Williams           | 23      |
| Steffi Graf               | 22      |
| Helen Wills Moody         | 19      |
| Chris Evert               | 18      |
| / Martina Navratilova     | 18      |
| Billie Jean King          | 12      |
| Maureen Connolly Brinker  | 9       |
| / Monica Seles            | 9       |
| / Molla Bjurstedt Mallory | 8       |
| Suzanne Lenglen           | 8       |
| Dorothea Lambert Chambers | 7       |
| Maria Bueno               | 7       |
| Evonne Goolagong Cawley   | 7       |
| Venus Williams            | 7       |
| Justine Henin             | 7       |
| Blanche Bingley Hillyard  | 6       |
| Doris Hart                | 6       |
| Margaret Osborne duPont   | 6       |
| Nancye Wynne Bolton       | 6       |
| Louise Brough Clapp       | 6       |
| Lottie Dod                | 5       |
| Charlotte Cooper Sterry   | 5       |
| Daphne Akhurst Cozens     | 5       |
| Helen Jacobs              | 5       |
| Alice Marble              | 5       |
| Pauline Betz Addie        | 5       |
| Althea Gibson             | 5       |
| Martina Hingis            | 5       |
| Maria Sharapova           | 5       |

### Cei mai mari jucători de sex masculin

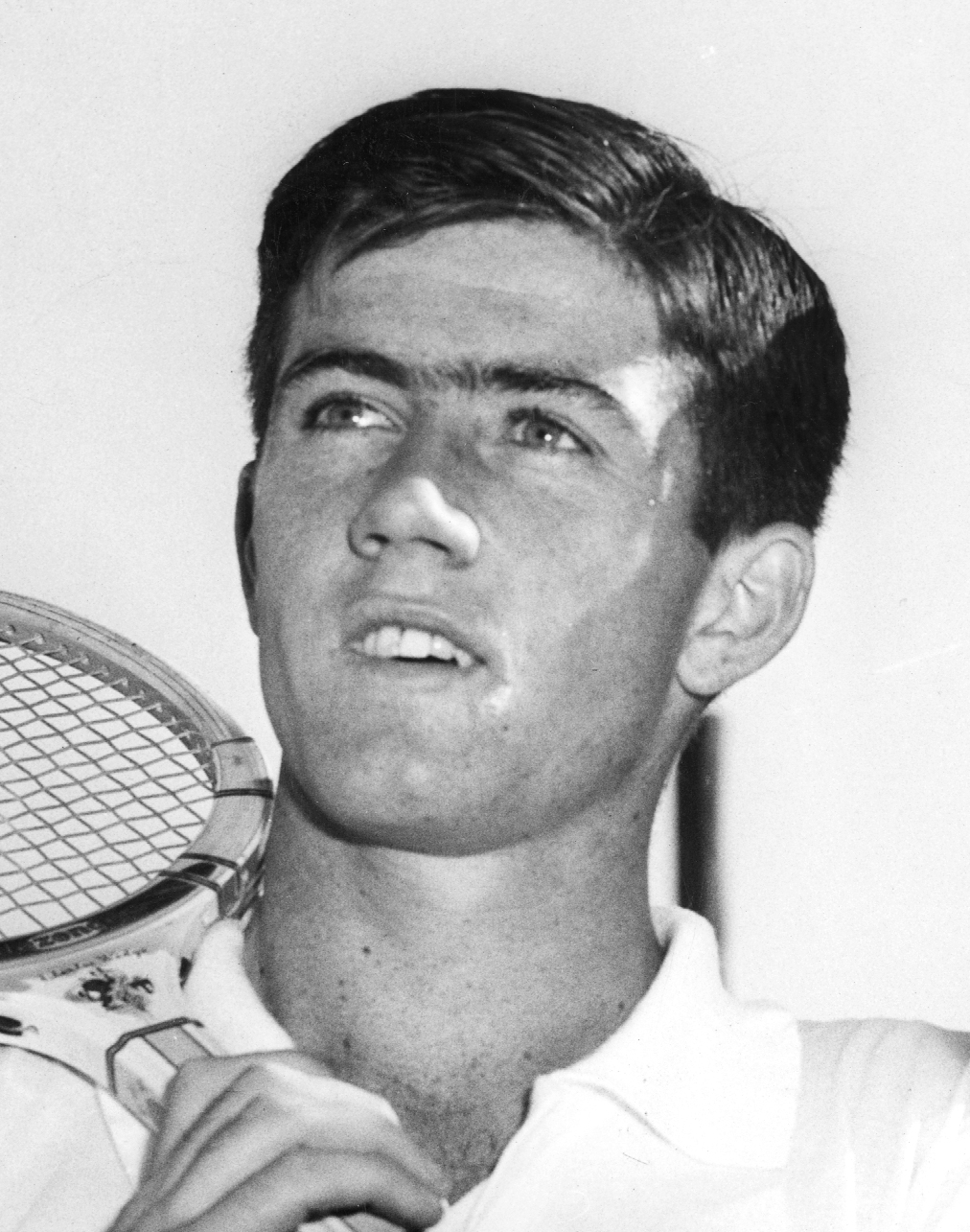
Ken Rosewall
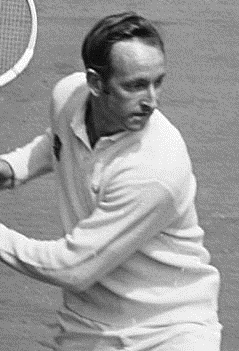
Rod Laver
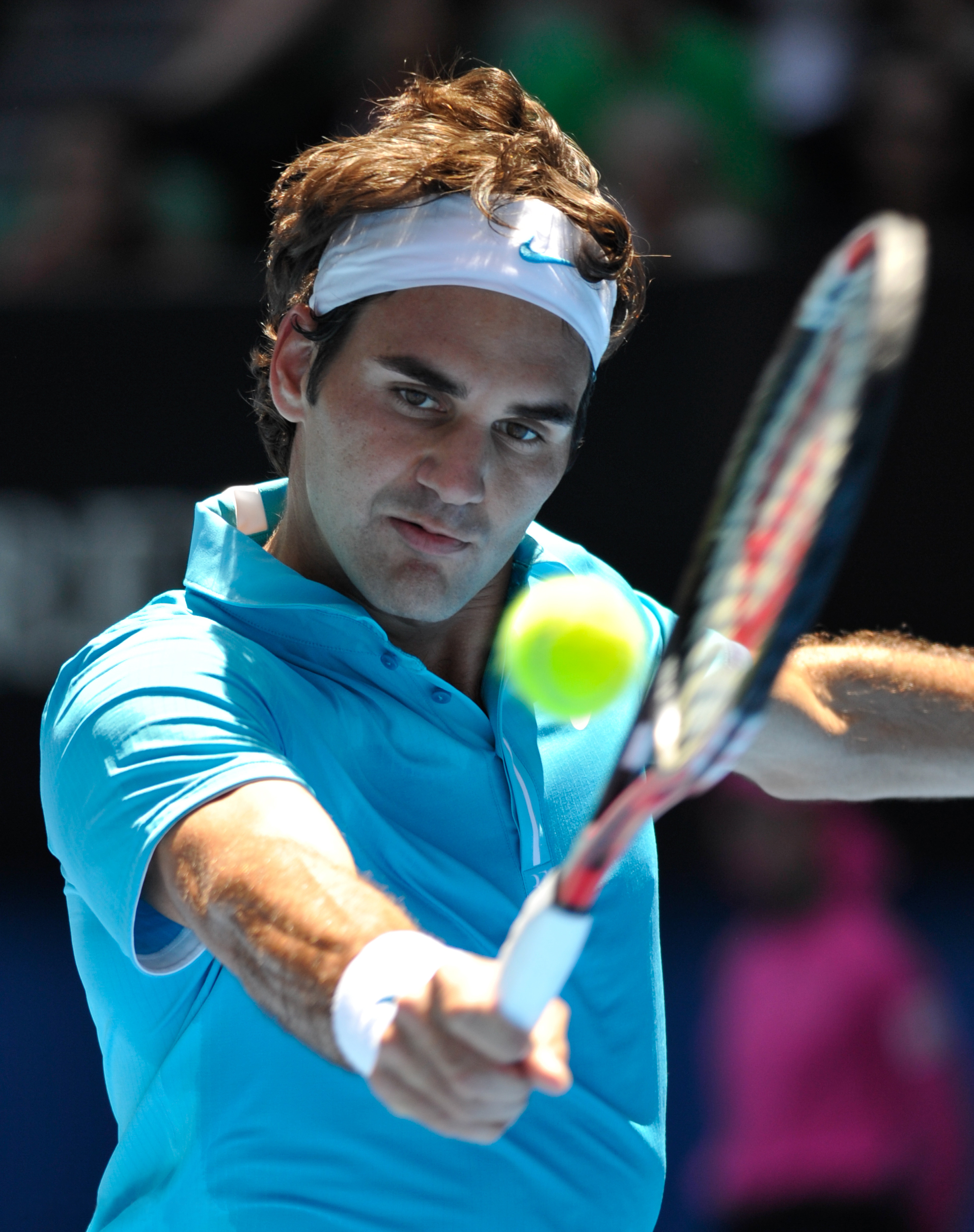
Roger Federer
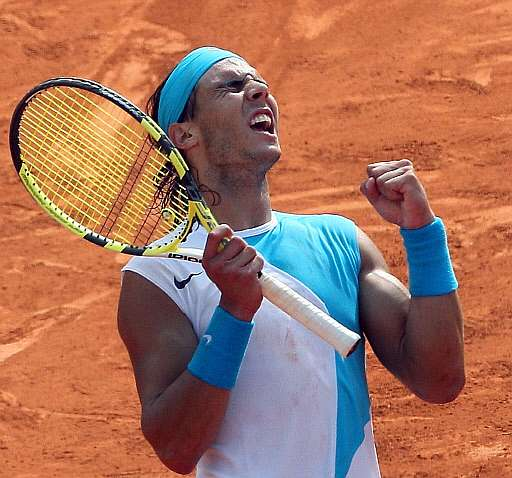
Rafael Nadal
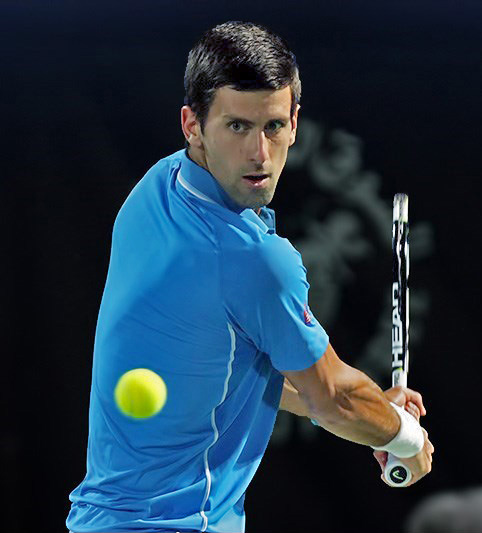
Novak Djokovic

Un subiect frecvent de discuții în rândul fanilor și comentatorilor de tenis este cine a fost cel mai mare jucător la simplu masculin din toate timpurile. Cu o marjă mare, un sondaj al Associated Press din 1950 l-a numit pe Bill Tilden drept cel mai mare jucător din prima jumătate a secolului XX. Din 1920 până în 1930, Tilden a câștigat trei titluri de simplu la Wimbledon și șapte la Campionatele SUA. În 1938, Donald Budge a devenit prima persoană care a câștigat toate cele patru titluri majore de simplu în același an calendaristic, Grand Slam-uri, și a câștigat șase titluri majore consecutive în 1937 și 1938. 
Înainte și în timpul Open Era, Rod Laver rămâne singurul jucător de sex masculin din istorie care a câștigat anul calendaristic Grand Slam de două ori în 1962 și 1969  și, de asemenea, anul calendaristic Grand Slam profesional în 1967
Jimmy Connors, Björn Borg și John McEnroe au avut o rivalitate acerbă la sfârșitul anilor 1970 și începutul anilor 1980, care a propulsat „jocul bărbaților către noi culmi de popularitate”. Connors a avut o carieră lungă și prolifică și deține recordurile de simplu masculin Open Era de 109 titluri, inclusiv opt Grand Slam-uri, 1.557 de meciuri jucate și 1.274 de victorii. Borg a fost considerat de contemporanii săi ca fiind unul dintre cei mai mari din toate timpurile, având o atitudine calmă pe teren și o condiție fizică de neegalat, câștigând șase titluri French Open și cinci titluri consecutive la Wimbledon, retrăgându-se la vârsta de 26 de ani când era încă jucător de top. McEnroe a ajuns nr. 1 în clasament atât la simplu, cât și la dublu, terminându-și cariera cu 77 de titluri la simplu și 78 la dublu.
Rivalitatea Agassi-Sampras a prezentat cei mai buni doi jucători din anii 1990. Andre Agassi, primul dintre cei doi jucători de sex masculin din istorie care a obținut un „Slam de aur în carieră” (toate cele patru turnee de Grand Slam și medalia de aur olimpică în timpul carierei sale), a fost numit jucătorul cu cel mai bun retur de serviciu din istoria jocului. Agassi a fost primul bărbat care a câștigat cele patru majore pe toate suprafețele moderne (suprafață dură, iarbă și zgură, deținătorii anteriori ai turneelor de Grand Slam fiind jucate doar pe iarbă și zgură), și este considerat de un număr de critici și colegi jucători ca fiind printre cei mai mari jucători din toate timpurile.
Pete Sampras a avut un serviciu precis și puternic și a fost primul jucător care a întrecut recordul lui Roy Emerson de douăsprezece Grand Slam-uri. Sampras s-a retras cu un record de paisprezece titluri de Grand Slam (pentru Open Era), la mare depărtare de alți jucători activi, următorul fiind Agassi cu șapte. La începutul carierei lui Sampras, cele mai multe Grand Slam-uri câștigate până în acel moment de alți jucători activi erau opt (deținute de Jimmy Connors și Ivan Lendl).
La începutul secolului al XXI-lea dominau „Cei Trei Mari”: Roger Federer, Rafael Nadal și Novak Djokovic. În 2021, Cei Trei Mari împart recordul pentru titlurile de Grand Slam cu câte 20 fiecare. Federer a câștigat 20 de titluri de Grand Slam și 6 finale de turneu mondial, cele mai multe față de jucător masculin. Mulți experți în tenis, foști jucători de tenis și colegii săi de tenis cred că Federer este cel mai mare jucător din istoria jocului. Nadal este considerat cel mai mare competitor din istoria tenisului de către unii foști jucători și se consideră că are potențialul de a fi cel mai mare din toate timpurile. Nadal este considerat cel mai mare jucător pe zgură din toate timpurile. Djokovic este considerat unul dintre cei mai mari jucători de tenis din toate timpurile și cel mai dominant din deceniul 2010, fiind primul jucător de sex masculin de la Rod Laver în 1969 care deține toate cele patru titluri majore simultan, singurul jucător masculin din Open Era care a realizat de două ori „Career Grand Slam” (câștigarea celor patru majore în orice moment pe parcursul carierei), singurul jucător care a obținut „Career Golden Masters” (câștigarea tuturor celor 9 titluri de master pe parcursul carierei unui jucător) pe care l-a realizat de două ori, bucurându-se de cele mai multe săptămâni ca jucător clasat pe numărul unu.

### Cele mai mari jucătoare de sex feminin

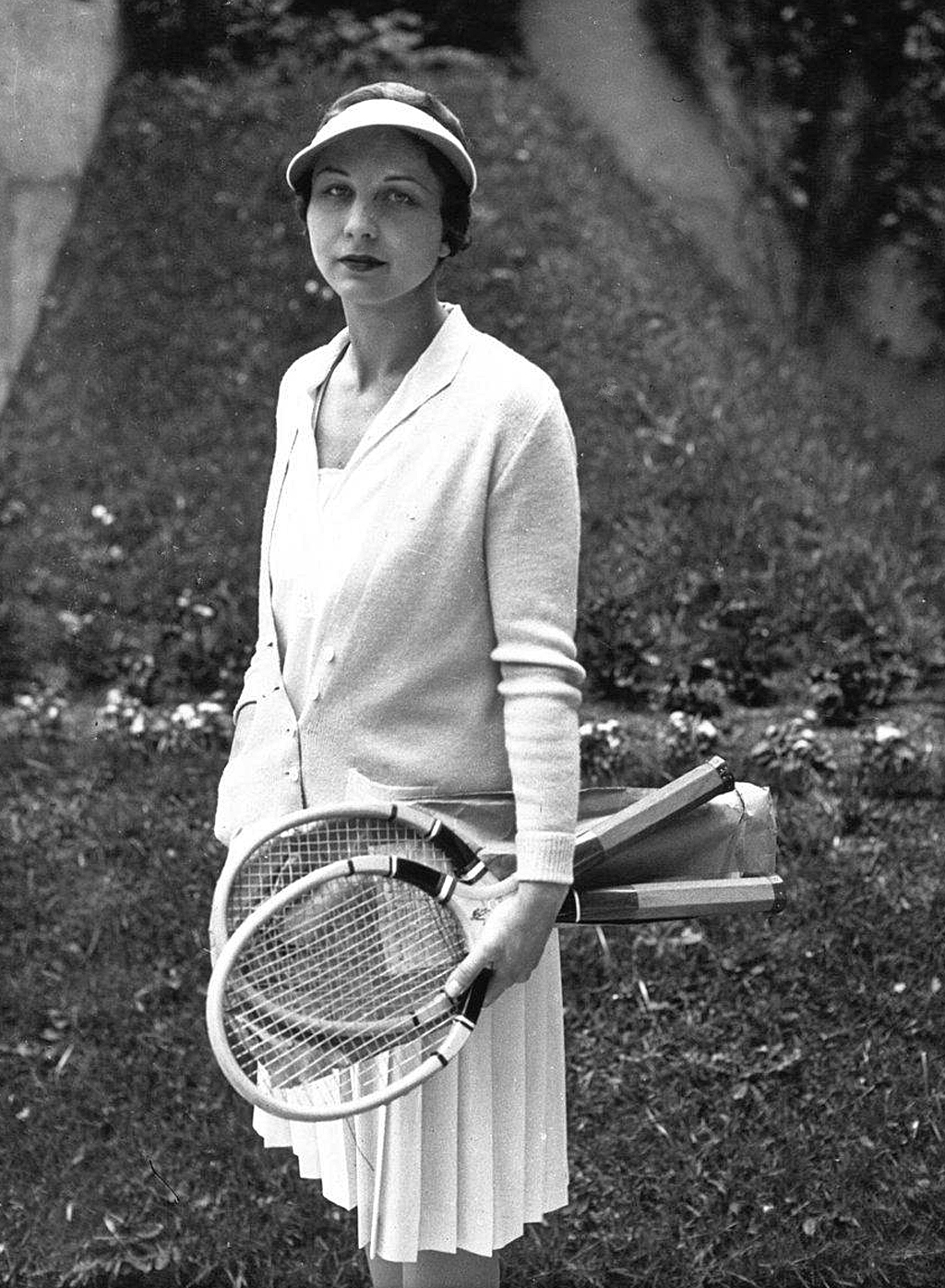
Helen Wills
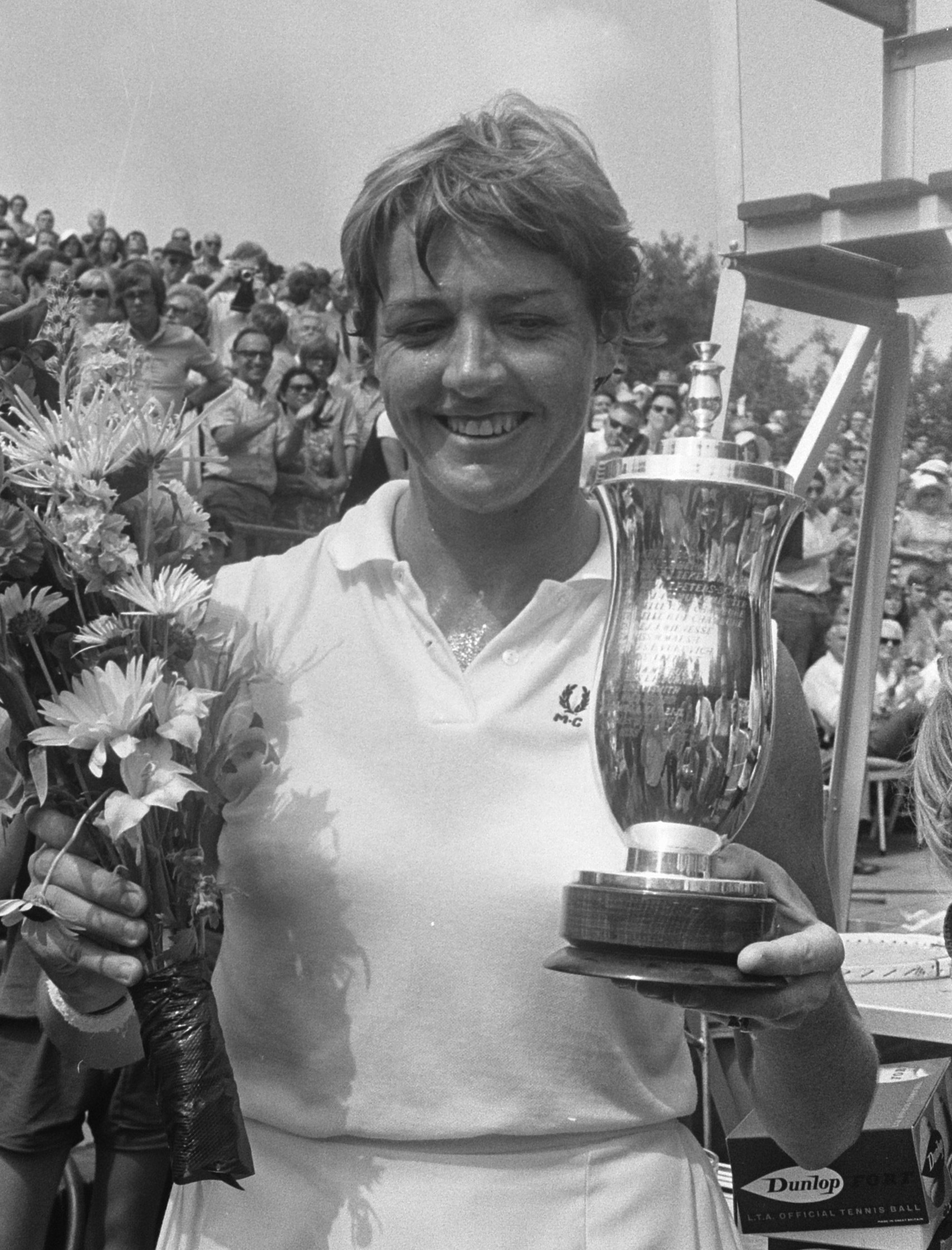
Margaret Court
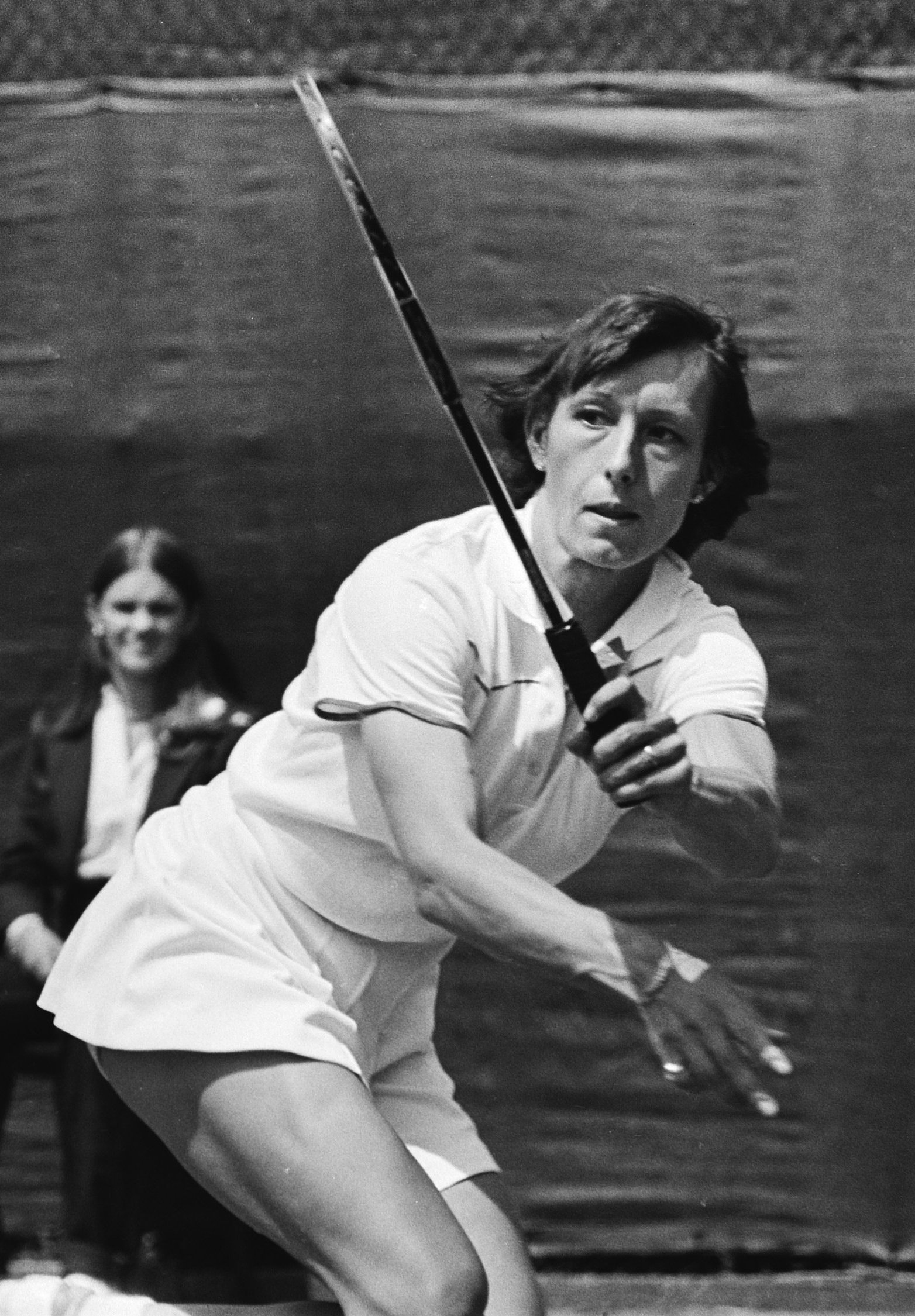
Martina Navratilova
Chris Evert
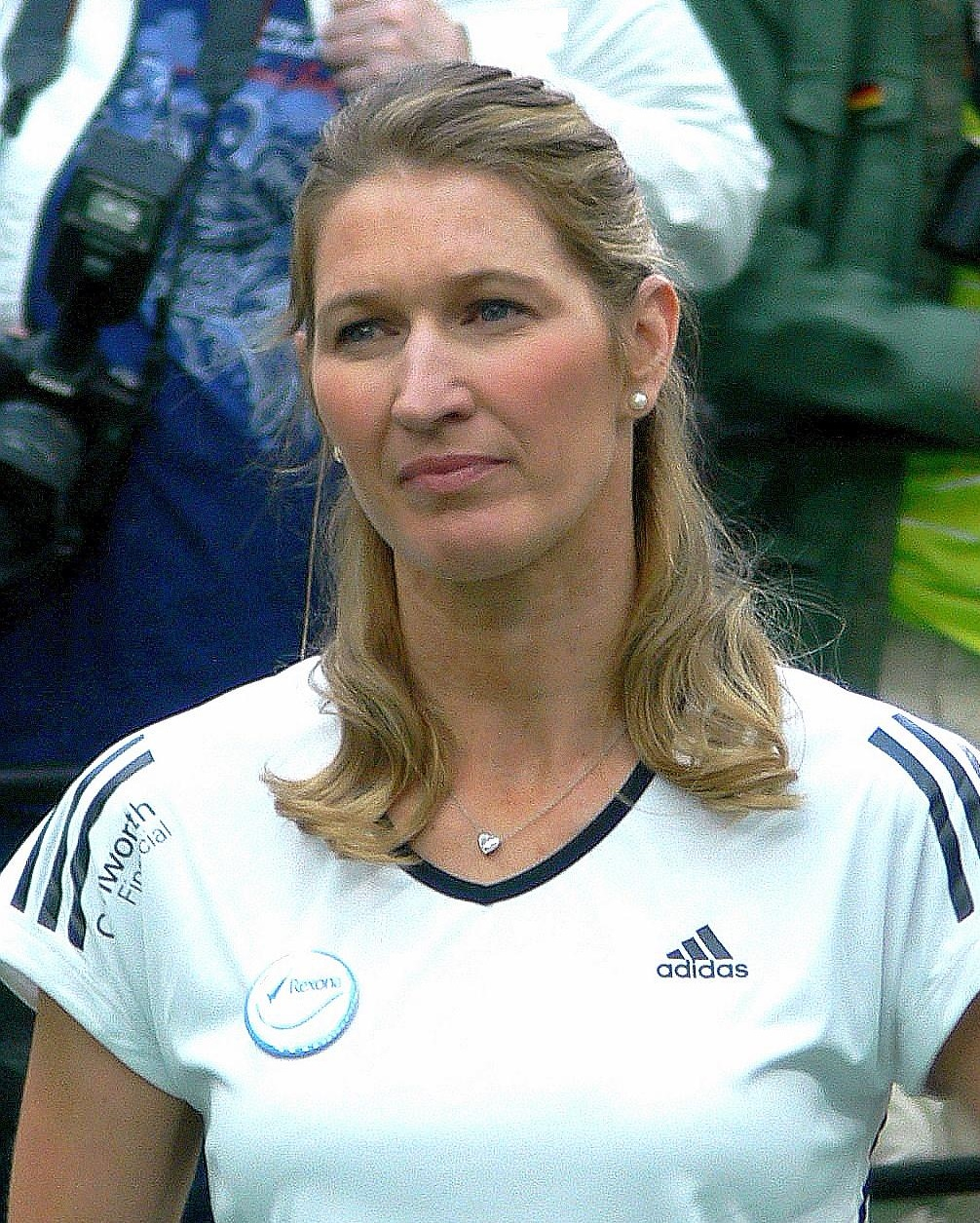
Steffi Graf
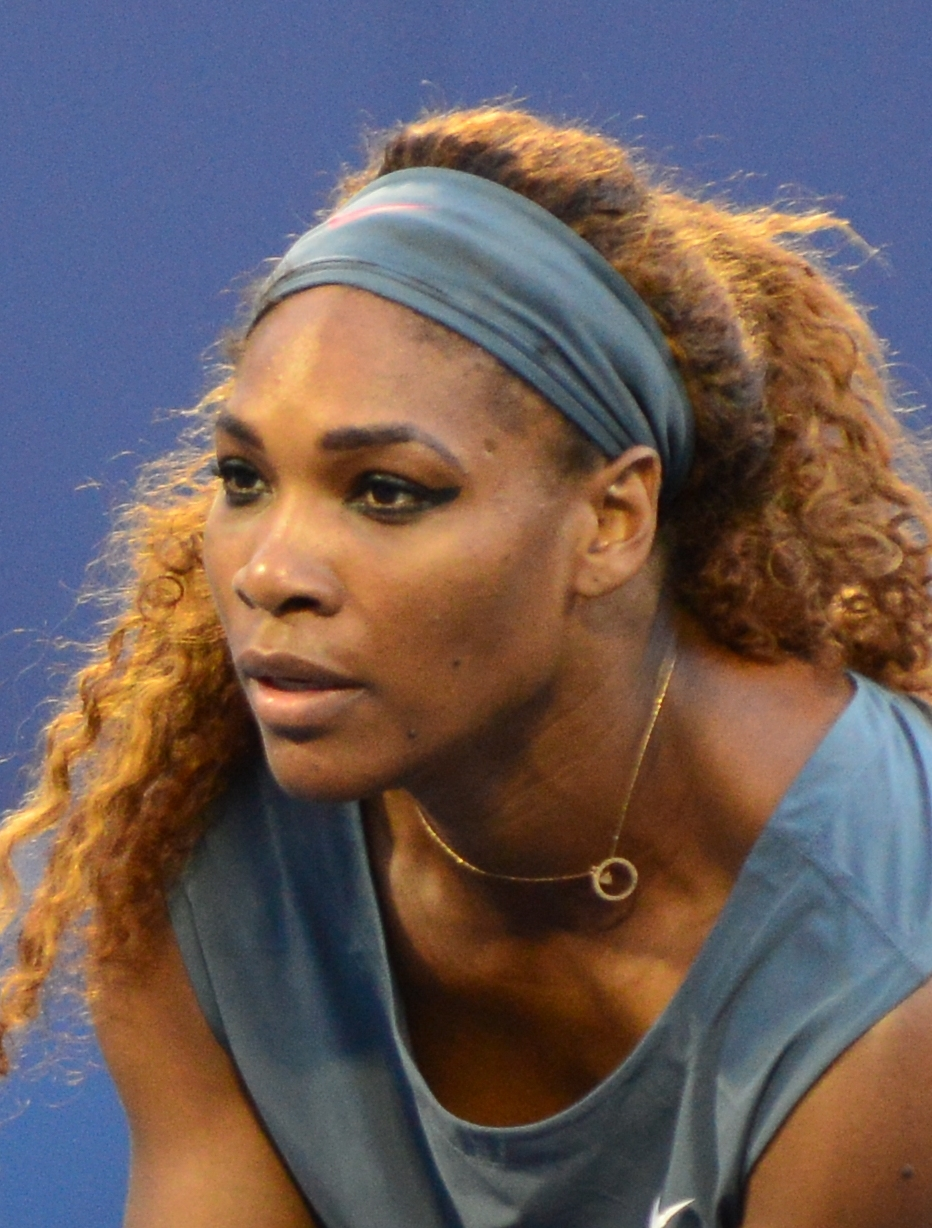
Serena Williams

Ca și în cazul bărbaților, există discuții frecvente despre cine este cea mai mare jucătoare de simplu feminin din toate timpurile, Steffi Graf, Martina Navratilova și Serena Williams fiind cele trei jucătoare cel mai des nominalizate.
În martie 2012, TennisChannel a publicat o listă combinată cu cei mai mari 100 de jucători de tenis bărbați și femei din toate timpurile. A clasat-o pe Steffi Graf drept cea mai mare jucătoare feminină (pe locul 3 la general), urmată de Martina Navratilova (locul 4) și Margaret Court (locul 8). Clasamentul a fost determinat de un grup internațional.
Jurnalistul sportiv John Wertheim de la Sports Illustrated a declarat într-un articol în iulie 2010 că Serena Williams este cea mai mare jucătoare de tenis feminină vreodată cu argumentul că, „Cap-la-cap, pe o suprafață neutră (adică terenuri cu suprafață dură), unde toată lumea este la cel mai bun nivel, eu nu pot să nu simt că ea zdrobește pe celelalte legende”. Ca reacție la acest articol, blogul sportiv Yahoo Busted Racket a publicat o listă cu primele 10 jucătoare de tenis feminine din toate timpurile, plasând-o pe Martina Navratilova pe primul loc. Această listă cu top 10 a fost similară cu cea publicată în iunie 2008 de Bleacher Report, care a clasat-o pe Martina Navratilova drept cea mai bună jucătoare feminină din toate timpurile.
Steffi Graf este considerat de unii ca fiind cea mai mare jucătoare de sex feminin. Billie Jean King a spus în 1999: „Steffi este cu siguranță cea mai mare jucătoare de tenis feminin din toate timpurile”. Martina Navratilova a inclus-o pe Graf pe lista ei de jucători extraordinari. În decembrie 1999, Graf a fost numită cea mai mare jucătoare de tenis feminină din secolul al XX-lea de un grup de experți reuniți de Associated Press. Jurnalistul de tenis Steve Flink, în cartea sa The Greatest Tennis Matches of the Twentieth Century, a numit-o cea mai bună jucătoare de sex feminin din secolul XX, urmată direct de Martina Navratilova.
Revista Tennis a selectat-o pe Martina Navratilova drept cea mai mare jucătoare de tenis feminină din anii 1965 până în 2005. Istoricul și jurnalistul de tenis Bud Collins a numit-o pe Navratilova „probabil, cea mai mare jucătoare din toate timpurile”. Billie Jean King a spus despre Navratilova în 2006: „Este cea mai mare jucătoare de simplu, dublu și dublu mixt care a trăit vreodată”.
În 2018, un articol din Tennis.com a selectat-o pe Serena Williams drept cea mai mare jucătoare de tenis din Open Era. În mai 2020, Tennis Channel a clasat-o pe Williams drept cea mai mare jucătoare de tenis din toate timpurile.

### Organizații internaționale
- International Tennis Federation (ITF)
- Association of Tennis Players (ATP) – men's professional tennis organization
- Women's Tennis Association (WTA) – women's professional tennis organization

### Competiții de echipă
- Davis Cup
- Fed Cup Arhivat în 7 octombrie 2010, la Wayback Machine.

### Altele
- Tenis pe Curlie
- International Tennis Hall of Fame
- Tennis Grand Slam tournaments history